# Guerra de Restauración portuguesa
La guerra de la Restauración (en portugués: Guerra da Restauração) fue una serie de enfrentamientos armados entre el reino de Portugal y la Monarquía Hispánica. Esta contienda comenzó con el levantamiento en favor de la Restauración de la Independencia del 1 de diciembre de 1640 —que puso fin a la monarquía dual de la dinastía Habsburgo que databa de 1580— y terminó con el Tratado de Lisboa de 1668, firmado por Alfonso VI de Portugal y Carlos II de España, en el cual se reconoció la total independencia de Portugal. El alzamiento de 1640 y la dilatada guerra que desencadenó pusieron fin a un periodo de sesenta años de dominio de la Casa de Austria en Portugal.
El período de 1640 a 1668 se caracterizó por enfrentamientos periódicos entre Portugal y España, tanto pequeñas contiendas como graves conflictos armados, de los cuales muchos de ellos fueron ocasionados por conflictos de España y Portugal con potencias no ibéricas. España participó en la guerra de los Treinta Años hasta 1648 y en la guerra franco-española hasta 1659, mientras que Portugal participó en la guerra luso-neerlandesa hasta 1663. El frente se mantuvo estático y, por parte española, fundamentalmente a la defensiva hasta 1660, dada la prioridad que la corte madrileña otorgó a sofocar la Sublevación de Cataluña. Las principales plazas no cambiaron de manos.
La guerra estableció la casa de Braganza como nueva dinastía reinante de Portugal, en sustitución de la Casa de Habsburgo. Esto puso fin a la llamada Unión Ibérica.

## Antecedentes

### La unión de reinos (1580): crisis sucesoria, invasión, acuerdo y actitud de los grupos sociales

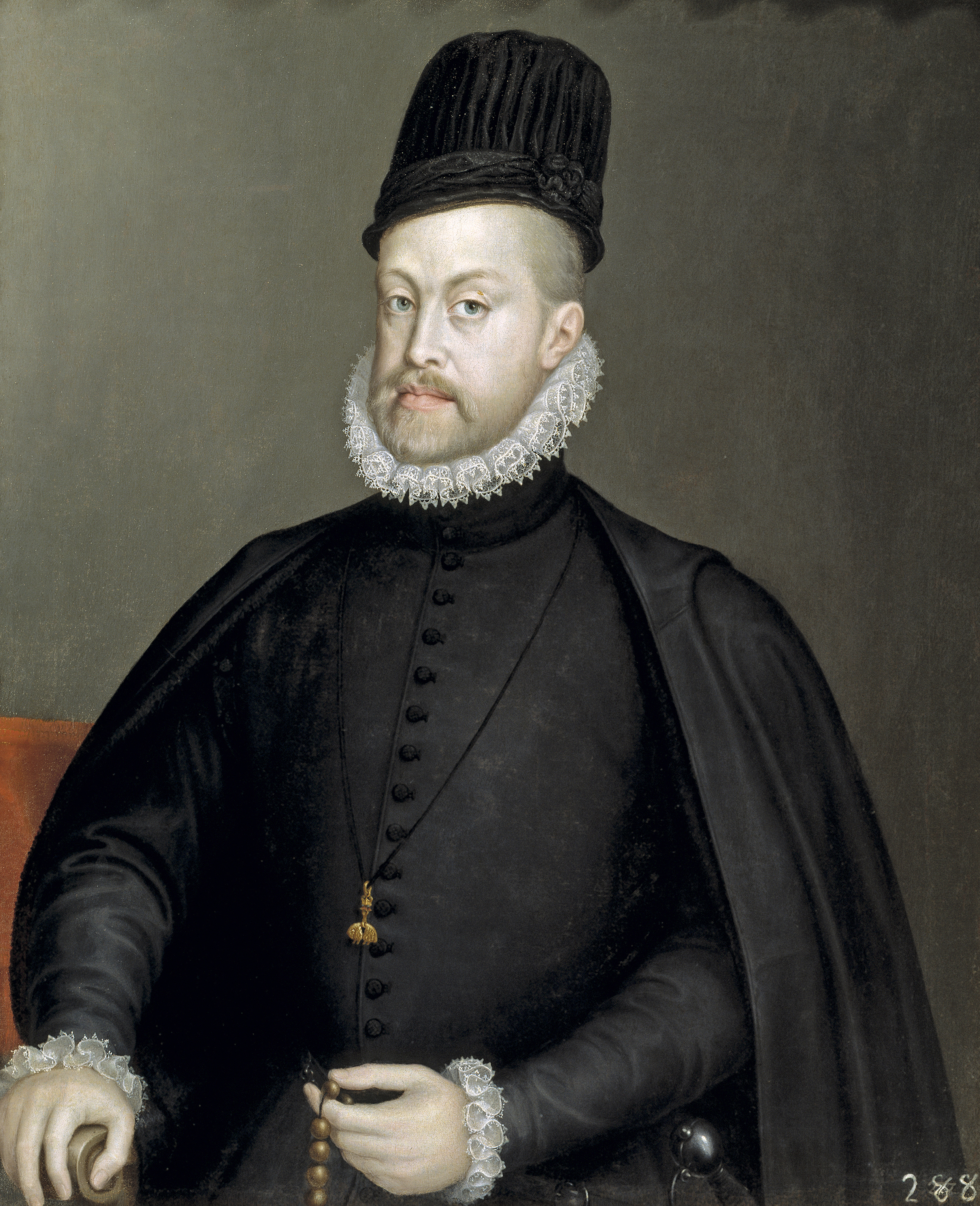
Felipe II de España, que fue proclamado por las Cortes de Tomar rey Filipe I de Portugal en 1581.

Tras la muerte sin herederos del rey Sebastián I de Portugal en 1578 y de su sucesor Enrique I de Portugal en enero de 1580, se instauró un vacío de poder en el trono de Portugal que provocaría una crisis dinástica. Esta se debió en gran parte a la ausencia de normas que regulasen adecuadamente la situación y se produjo en un momento de decaimiento nacional, por las derrotas en el norte de África, la reducción del comercio y los embates de los piratas ingleses y franceses. Las Cortes debían decidir quién de entre varios reclamantes debería ocupar el trono portugués, pero antes de que la elección fuera hecha, Felipe II de España se anticipó a la decisión amparándose en sus derechos a la sucesión a la Corona portuguesa.  Felipe había pactado con los poderosos del país —la clase media, la nobleza y alto clero—, y no esperaba una resistencia seria a la ofensiva del duque de Alba. En realidad, la unión ibérica era muy probable, pues de los once matrimonios celebrados por la extinta dinastía de Avis en sus últimas tres generaciones, ocho lo habían sido con los Austrias españoles. La relación entre las dos dinastías era tal, que casi formaban una única familia, con intereses similares.
En efecto, la oposición principal provino del pueblo y del bajo clero, los que menos podían esperar del cambio de dinastía. El 20 de junio de 1580, adelantándose a la decisión del consejo regente, Antonio, prior de Crato, candidato de dudosa legitimidad por su origen bastardo, se proclamó rey de Portugal en Santarém, siendo aclamado en varias localidades del país; su gobierno duró treinta días, puesto que sus escasas tropas fueron vencidas por el ejército español mandado por Fernando Álvarez de Toledo y Pimentel, duque de Alba, en la batalla de Alcántara en agosto de 1580. Don Antonio, descendiente ilegítimo del rey Manuel I, obtuvo el respaldo popular, inspirado en un vago sentimiento patriótico, que no bastó, sin embargo, para hacer frente a las tropas del duque. Siguió sosteniendo la oposición a los Austrias durante décadas, infructuosamente. Los privilegiados portugueses, por el contrario, celebraron el fracaso del prior. Al año siguiente, Felipe II fue proclamado por las Cortes de Tomar rey Filipe I de Portugal. Felipe contaba con el apoyo de los grupos influyentes del país: el alto clero, la nobleza y los mercaderes. Para granjearse su favor, el monarca español prometió respetar y ampliar sus privilegios. El campesinado y el pueblo bajo en general nunca tuvieron aprecio a la nueva dinastía Habsburgo.
Este sería el comienzo de un periodo en el que Portugal junto con los demás reinos hispánicos fue gobernado por virreyes o gobernadores de los reyes de España, viviendo bajo el dominio de la rama española de la casa de Habsburgo, compartiendo el mismo monarca en una monarquía dual aeque principaliter, que se prolongaría hasta 1640. Al tiempo, en Madrid existía un Consejo de Portugal —compuesto en exclusiva por portugueses— para asesorar al rey sobre asuntos concernientes al reino. Portugal conservó, empero, sus propias leyes e instituciones, que le permitieron mantenerse como nación cuasiindependiente con un importante imperio ultramarino que le otorgaba grandes ventajas económicas. El rey se comprometió además a defender el vasto imperio portugués, que se extendía por territorios americanos, africanos y asiáticos. Los nobles aumentaron su poder político y económico a costa del de la Corona. No obstante, la autonomía portuguesa se redujo durante el reinado de Felipe III.

### Aumento del descontento
La ilusión inicial de las dos partes, que esperaban prosperar con la unión, duró aproximadamente hasta la firma de la Tregua de los Doce Años con las Provincias Unidas de los Países Bajos en 1609. La tensión creció a partir de entonces, ahondada por las depredaciones holandesas en Brasil, que se acentuaron tras el fin de la Tregua. El aumento de impuestos de 1611 tampoco mejoró la situación, al empobrecer a la población, y la crisis económica y política se ahondó durante la década siguiente. A partir de 1630, se extendió el espíritu de la sublevación que se desató finalmente en 1640. La década se caracterizó por las sucesivas revueltas y el malestar social: las hubo en Oporto y Lisboa en 1629 y en Évora en 1637. La principal causa del descontento eran los perjuicios que para los portugueses suponía el conflicto entre la Corona y los holandeses. A esto se unió, a principios del reinado de Felipe IV, la reglamentación a la que el valido regio, conde-duque de Olivares, sometió el comercio luso. Otra de las razones del descontento era la incapacidad real para defender las colonias de otras potencias como Francia e Inglaterra, pese a los esfuerzos gubernamentales, poco apreciados en Portugal. Un cuarto motivo de queja, la ausencia del soberano, en realidad era hipócrita, pues la nobleza la aprovechó para aumentar su poder en el territorio mediante la participación en juntas de administración que trataban de rivalizar con el poder del virrey. Relacionado con esta se hallaba el empeño real en recuperar las rentas que le correspondían, entregadas principalmente en usufructo a la nobleza, y reformar la tributación para aumentar las contribuciones de los privilegiados, objetivos que disgustaron profundamente a los portugueses.
Los partidarios de la unión, los que habían salido favorecidos por ella (los miembros de la Administración, el alto clero y la alta nobleza) defendían en general la interpretación de la Corona del pacto de las Cortes de Tomar: una merced real que el rey podía mudar cuando desease. Los preteridos, fundamentalmente la baja nobleza, temían perder sus privilegios, ser víctimas de las revueltas populares cada vez más frecuentes o ser perjudicados por los asaltos de ingleses y holandeses. Así, estos nobles tampoco eran favorables a los Austrias. Veían en la política fiscal de la corte madrileña una vulneración de sus privilegios y encontraban en los grandes nobles instalados en la corte un obstáculo a sus ambiciones de promoción.
Las política fiscal de la Corona en perjuicio de los privilegiados, tanto laicos como eclesiásticos, tuvo un papel descollante en originar la conjura de 1640. El objetivo de la Corona era aumentar la recaudación y que la aportación de la nobleza y el clero creciese; estas clases, por su parte, rechazaron cualquier infracción de sus privilegios fiscales, que las eximían de impuestos fijos. Los fondos habían de sufragar nuevas flotas, necesarias para enfrentarse a los holandeses, que se habían adueñado de Pernambuco (1630). El plan reformista, que afectó a todas las clases sociales, se aceleró con la llegada de la nueva virreina, Margarita de Saboya, duquesa de Mantua, en 1634. Entre las medidas financieras se contó la elaboración en 1635 de un inventario de bienes raíces eclesiásticos con el fin de desamortizar algunos, cuya posesión por la rica Iglesia lusa era ilegal. La medida suscitó la enemistad de esta hacia la Corona. Especial inquina hacia los Habsburgo mostraba la Orden jesuita, que había tenido varios conflictos con la Corona y Castilla desde el comienzo de la unión. El comienzo de la guerra abierta con Francia en 1635 agudizó la necesidad de hombres y dinero del Gobierno madrileño y reforzó su deseo de obtener más medios de los territorios que consideraba que aportaban menos. En 1637 el rey ordenó la creación de un catastro de propiedades de la nobleza, otra medida que atizó el descontento. En agosto de ese mismo año, la imposición de un nuevo impuesto al vino y a la carne y el incremento de las sisas en un momento de crisis económica y malas cosechas desataron una sublevación popular que empezó en Évora y se extendió velozmente por el sur del reino. Fue la culminación de la insatisfacción popular contra la creciente tributación impuesta por la Corona. A diferencia de la nobleza, que se abstuvo de participar en ella, pero tampoco contribuyó a sofocarla, algunos miembros de la Compañía de Jesús sí apoyaron a los rebeldes. El rey hubo de enviar tropas castellanas para aplastar la rebelión y seguidamente, en 1638, convocó a gran parte de los nobles a Madrid para amonestarlos por su pasividad.
Ese mismo año de 1638 se convocó en Madrid la Junta Grande de Portugal, para reformar el gobierno del reino. Se suprimió el Consejo de Portugal (marzo de 1639), sustituido por dos juntas, una sita en Lisboa y otra en Madrid —dominadas por secretarios portugueses fieles a Olivares—, y se pretendió cambiar el sistema gubernamental y permitir que los castellanos participasen en la gestión del reino portugués, algo prohibido por las Cortes de 1581. El nuevo sistema administrativo no llegó, empero, a aplicarse.
El fracaso de las expediciones para recobrar Pernambuco en 1638 y 1639 alimentaron la tensión. Los portugueses temían que los holandeses amenazasen también Angola y Santo Tomé, de donde procedían los esclavos que llevaban al Brasil. La competencia de los tintes de la América española habían arruinado la industria en las Azores y Madeira había perdido el comercio azucarero con Bahía, prohibido para evitar la venta que se hacía sin pagar impuestos a la Corona. Esta situación hizo que las colonias portuguesas del Atlántico estuviesen cada vez más descontentas con el gobierno madrileño.
Este periodo acumuló descontentos —mayormente durante el reinado de Felipe IV— que resultaron en dos revueltas populares habidas en 1634 y 1637 en la región del Alentejo y en algunas otras ciudades que no llegaron a tener proporciones decisivas, y en la instauración, el 1 de diciembre de 1640, de la dinastía de Braganza, iniciándose con ella la guerra de separación de Portugal que enfrentó a Portugal y España.

## El levantamiento de 1640

### Primeras revueltas

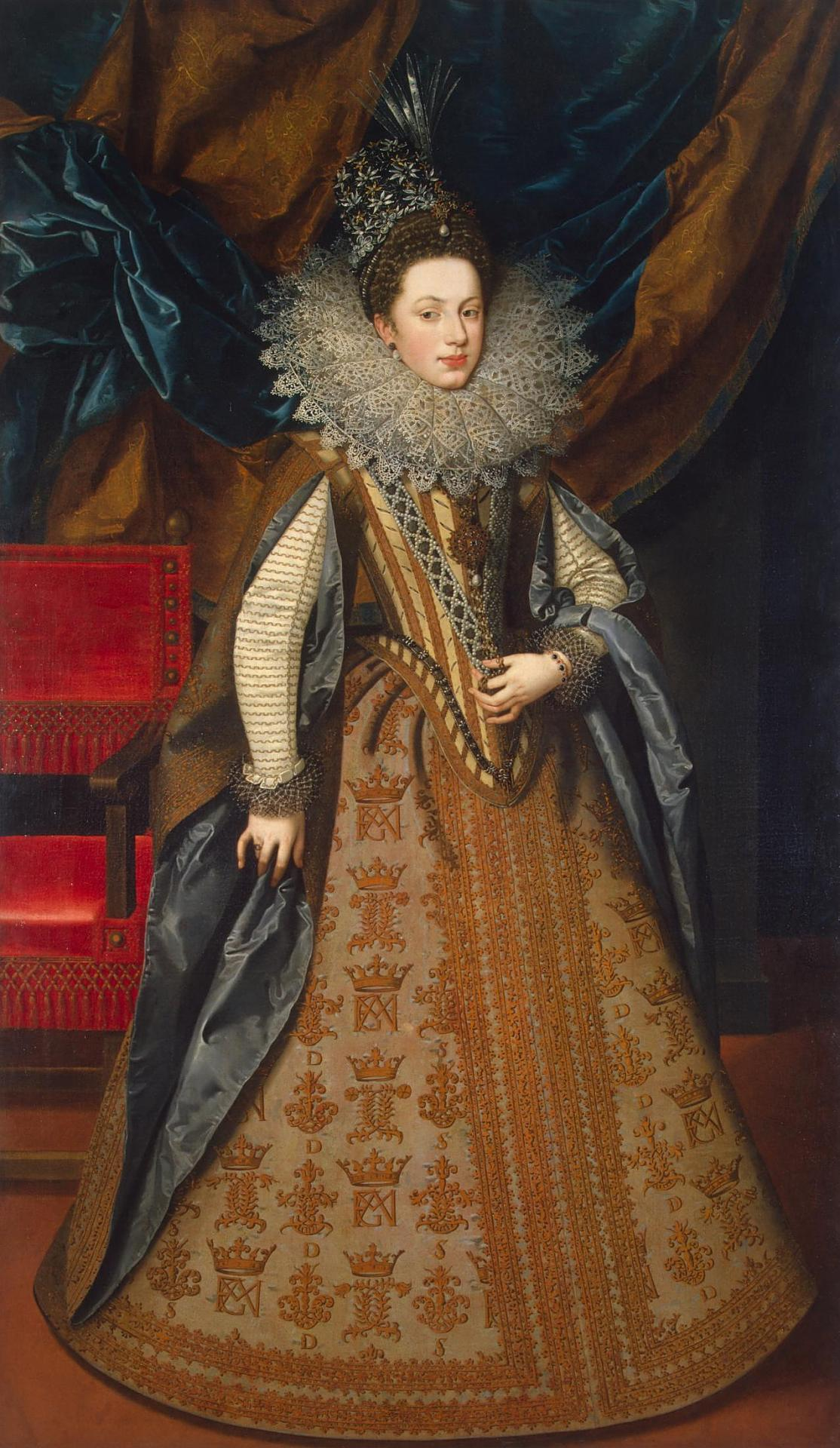
Margarita de Saboya, duquesa de Mantua y Montferrato, virreina de Portugal, en un retrato de Frans Pourbus (1569-1622).

El proyecto de castellanización de los territorios peninsulares impulsado por el conde-duque de Olivares supuso el aumento de la presión fiscal. Las peticiones financieras y militares del valido originaron varias revueltas ya en la década de 1620 y 1630. A estas se sumó el desencanto de parte de las clases privilegiadas portuguesas, que habían esperado beneficiarse de la unión de los imperios coloniales pero tuvieron que afrontar los ataques reiterados de los enemigos del rey a las posesiones de ultramar.
Existía un claro hartazgo de la presión fiscal que debían soportar los portugueses y el pueblo comenzaba a manifestarse en las calles. Las revueltas contra la dominación española tuvieron como antecedentes, entre otros, el motín de las Mazorcas, que estalló en Oporto en 1628, las protestas en Setúbal en 1632 contra el impuesto a la sal o los motines contra el real de agua en Viseo, Viana do Castelo y Chaves en 1635 y 1636. La revuelta de Manuelinho de Évora, en 1637, fue un precursor del movimiento restaurador. Fue un levantamiento popular antifiscal que contó con el apoyo de algunos de los conjurados de 1640. Los privilegiados atizaron la revuelta, pero no participaron en ella. Finalmente, tropas castellanas la sofocaron en 1638. El duque de Braganza, esperanza de los privilegiados para restaurar una dinastía portuguesa en el trono y figura necesaria para ello, se mostró reacio a implicarse en sus maquinaciones. El duque era el principal propietario del reino, su principal aristócrata. El pueblo, a diferencia del duque y exasperado por la presión fiscal de los Austrias, estaba dispuesto a alzarse.
Estos movimientos se propagaron por otras regiones del reino, con la intención de deponer la dinastía filipina y entronizar nuevamente una portuguesa. De ese modo estallaron insurrecciones y motines en localidades como Portel, Sousel, Campo de Ourique, Vila Viçosa, Faro, Loulé, Tavira, Albufeira, Coruche, Montargil, Abrantes, Sardoal, Setúbal, Oporto, Vila Real y Viana do Castelo, en las regiones de Alentejo y Algarve. La causa inmediata de estos alborotos fue la imposición de nuevos impuestos y las difíciles condiciones de vida de la población bajo el dominio español. El movimiento insurreccional no consiguió destituir el gobierno instaurado en Lisboa, sucumbiendo al refuerzo de tropas castellanas que acudieron en su auxilio para reprimir la revuelta.

### Portugal y la política de Olivares
El conde-duque de Olivares, valido del rey Felipe IV de España, alegando desear constituir una junta de personas notables, llama a Madrid a los hidalgos de más alto nivel. La sublevación de Cataluña en junio y la aprobación en agosto de un ejército a la región para sofocarla hicieron que Olivares ordenase la leva de cuatro mil reclutas portugueses y el envío de parte de las guarniciones de los presidios portugueses al nuevo frente, pese a que los intentos de la década anterior de reclutar soldados en Portugal para servir en otros territorios de la Monarquía no habían sigo muy halagüeños. Consciente de las conjuras de parte de la nobleza en favor del duque de Braganza, trató en vano de traer a este a Madrid o alejarlo de Portugal, ofreciéndole para ello el gobierno del Milanesado.
Las reformas reales dejaron a la nobleza media —la alta nobleza, al igual que el alto clero, se hallaba asimilada a la dinastía—, en la disyuntiva de someterse a ellas o rebelarse. La Corona esperaba que optase por adaptarse a la nueva situación que pretendía implantar con las nuevas medidas, pero la eliminación de la ventaja militar a finales de la década de 1630 por la derrota de Las Dunas y el estallido de la Sublevación de Cataluña allanó el camino al levantamiento. A la pérdida de los barcos necesarios para bloquear la costa en el combate con los holandeses se unió la falta de tropas de tierra para sujetar Portugal cuando las fuerzas disponibles en la península trataban de sofocar el levantamiento catalán.
En agosto de 1640, se renuevan las tentativas de involucrar a Portugal en las empresas bélicas de la Monarquía con motivo de la guerra con Francia, y las revueltas en Holanda y Cataluña. Convoca a toda la nobleza, para acompañar a Filipe III a las Cortes Aragonesas. Se realizan importantes solicitudes de soldados que debían marchar hacia Cataluña, a costa del tesoro portugués. Era la estrategia para la prevención de la resistencia portuguesa frente a los proyectos uniformadores de Olivares.

### La conjura

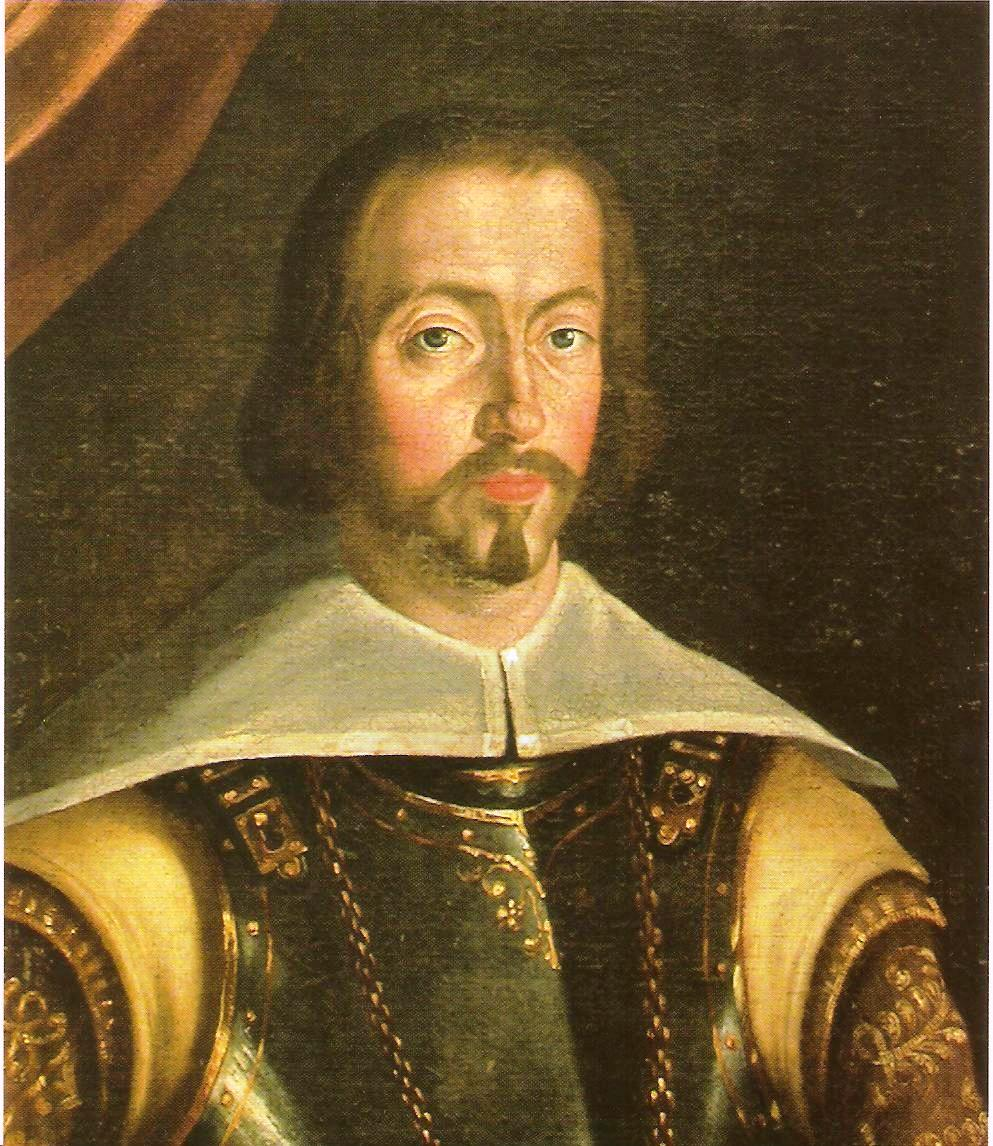
João II, duque de Braganza quien posteriormente sería coronado como rey João IV de Portugal.

Los conjurados que llevaron a cabo el golpe pertenecían fundamentalmente a aquellos que se consideraban postergados en la obtención de mercedes, fundamentalmente sectores medios. El grueso de los conspiradores pertenecía a la nobleza media provinciana. La alta nobleza, los llamados fidalgos, principales ostentadores de señoríos en Portugal, permanecieron en conjunto fieles a Felipe IV o terminaron exiliándose. Solamente cuatro de ellos (los condes de Vimioso, Castanheria y Autouguia y el marqués de Ferreira) se contaron entre los conspiradores, pese a la posterior leyenda de los «cuarenta fidalgos» que se afirmaba habían llevado a cabo el cambio dinástico. El objetivo, que alcanzaron, era la destitución de los Habsburgo y la proclamación de un nuevo rey de origen portugués. Los conjurados emplearon la tradición para justificar el alzamiento ante el grueso de la población: presentaron el golpe y el cambio de dinastía como un acto de justicia que corregía la teórica injusticia cometida en 1580 contra la Casa de Braganza. En realidad, era una reacción para impedir la amputación de las prebendas de los grupos privilegiados portugueses, objetivo al que se acabaron sacrificando los intereses económicos del reino.
Finalmente se llegó a la conclusión de la necesidad de realizar una revolución, resolviendo enviar a Vila Viçosa a un emisario, encargado de proponer al duque de Braganza que aceptase el trono. Estas reuniones se verificaron en el palacio de D. Antão de Almada, hoy conocido por esa razón como Palácio da Independência.
Los principales preparativos de la conspiración se hicieron en una serie de reuniones clandestinas en octubre y noviembre de 1640. El elegido por los conjurados para ascender al trono luso, Juan, octavo duque de Braganza, se hallaba retirado en su palacio de Villaviciosa, dedicado a su pasión: la música. Era uno de los nobles asimilados a la dinastía reinante, de la que no solo había obtenido la confirmación de sus privilegios, sino que los había aumentado. Estaba emparentado además con varios linajes de Castilla y su esposa era hermana del duque de Media Sidonia. No obstante, mantuvo una actitud ambigua que le reportó beneficios de dos sectores: la corte trató de mantenerlo fiel mediante la concesión de mercedes y la falta de definición clara respecto de los Austrias le permitió seguir atrayendo opositores. Pese a las sugerencias y amenazas de los confabulados y las esperanzas de liberación que el pueblo depositaba en él, no parecía dispuesto a sumarse a la rebelión. En principio, se negó a ello. Su concurso era importante, empero, para justificar el alzamiento como restauración de la Casa de Braganza, nativa, frente a los foráneos Austrias. También para asegurar rentas a la Corona: el duque era señor de cuarenta y cinco lugares y ciento setenta mil vasallos. Pese a las justificaciones vagamente nacionalistas, los conjurados pretendían en realidad implantar una nueva dinastía más favorable a sus intereses. Presentaban su ideario nacional para ganarse el apoyo del pueblo, harto del aumento de la presión fiscal y animado a sumarse a la empresa por la Iglesia. El duque solo aceptó el trono en 1640, después de que la pérdida de la armada en Las Dunas y el envío de las tropas para sofocar la Sublevación de Cataluña —que había empezado en junio— desvaneciesen el peligro del rápido aplastamiento de la sublevación. Ante su negativa inicial, los confabulados trataron en vano de ofrecer el trono a su hermano Eduardo, que evitó comprometerse. Sopesaron incluso implantar una república aristocrática, al estilo de las italianas. En 1639 la red de conjurados creció, pero no lo bastante para que el duque aceptase unirse a ellos: volvió a rehusar hacerlo. El número siguió creciendo en 1640 y de nuevo trataron de ganarse al duque, que una vez más rechazó hacerlo. Incapaces de ganarse al duque, los conspiradores lo amenazaron con proclamarlo rey sin su consentimiento en agosto o septiembre o incluso con instaurar una república; la amenaza resultó infructuosa y Juan siguió sin aceptar unirse a la conjura. El llamamiento de Felipe IV para que acudiesen con sus vasallos a combatir en Cataluña, sin embargo, favoreció a los conspiradores, pues los nobles, reacios a hacerlo, se mostraron por fin más dispuestos a sostener al duque, que acabó por aceptar unirse al plan, aunque no a desencadenarlo. Tanto el duque como la nobleza valoraban la situación en función de las posibles ganancias o riesgos para sus linajes: en el caso de la campaña en Cataluña parecía mayor la probabilidad de los segundos que de las primeras. Juan aceptó la corona siempre que la insurrección triunfase: mientras, permanecería en Villaviciosa.
Para tratar de desbaratar en el último momento el alzamiento, Olivares convocó al duque a Madrid a finales de 1640. Presionado por los conjurados, el duque se excusó y afirmó que marcharía a la capital más adelante; la convocatoria solo sirvió para acelerar el plan de rebelión.
Aprovechando la concentración de las tropas españolas en Cataluña, los conjurados proclamaron la independencia el 1 de diciembre de 1640. La iniciativa no partió del pueblo, que apoyó no obstante la acción firmemente, sino de la clase gobernante portuguesa. La rebelión gozó en realidad de apoyo en todas las clases sociales portuguesas, si bien parte de la alta aristocracia, la jerarquía eclesiástica y la burguesía siguió manteniéndose partidaria de los Habsburgo.

### El levantamiento: triunfo y falta de reacción

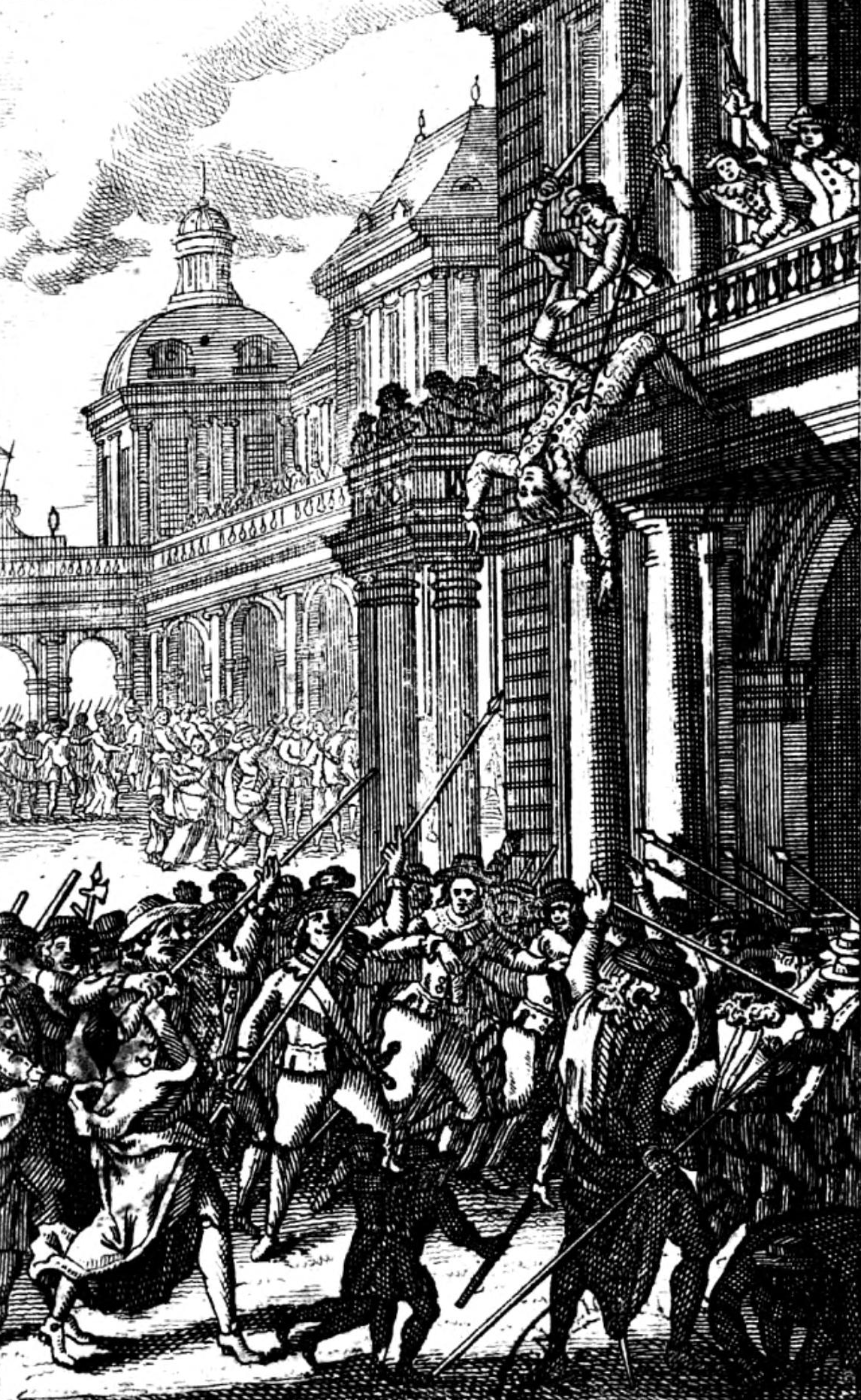
Representación de la defenestración de Miguel de Vasconcelos.

A las nueve de la mañana del sábado 1 de diciembre de 1640, los conjurados ingresaron al Paço da Ribeira, situado en la Praça do Comércio de Lisboa. Tras enfrentarse a la guardia tudesca, asesinaron y defenestraron por la fachada del palacio al secretario de Estado, Miguel de Vasconcelos. Arrestaron a la virreina en su gabinete, mientras trataba desde la ventana de calmar a la multitud y se comprometía a interceder ante Felipe IV por el asesinato de Vasconcelos. La virreina creía que el tumulto era una más de las frecuentes protestas antifiscales, no un golpe contra la dinastía reinante. En apenas unas horas la ciudad cayó en manos de los conspiradores. Las escasas fuerzas destinadas en Lisboa y en los fuertes cercanos apenas resistieron a los sublevados y la propia Margarita ordenó a los soldados castellanos que depusiesen las armas. De inmediato se enviaron emisarios a todo el reino para anunciar el levantamiento. Los rebeldes lo presentaron como una restauración de lo que consideraban el orden legítimo frente al tiránico y extranjero representado por los Austrias españoles. La propaganda bragancista, muy abundante, trató de justificar el cambio político como una acción nacional de recuperación de la independencia de manos de un soberano tildado de tirano. Los «mejores del país» habían tomado la decisión, según la propaganda, de liberar el reino de tal situación de injusticia. Era una acción contraria a la innovación y tendente a la recuperación de la supuesta armonía del pasado. En realidad, era un golpe de una minoría privilegiada para recuperar el poder político por la fuerza y proteger sus privilegios, amenazados por el gobierno de Felipe IV. En lugar de este aclamaron al duque de Braganza como rey, con el título de Juan IV de Portugal, dando inicio a la cuarta dinastía, la Dinastía de Braganza. Para la mayoría de la población, sin embargo, la justificación del cambio de monarca debía venir de la eliminación de los nuevos impuestos y la reducción de la tributación, que identificaban con el buen gobierno.
En realidad, el duque permaneció prudentemente en Villaviciosa, lejos de la capital, lo que no mejoró su prestigio. Llegó a Lisboa el 6 de diciembre, y ascendió al trono formalmente el 15 del mes.
La resistencia al golpe aristocrático fue escasa: las fuerzas eran pocas y carecieron de una orientación clara. El Gobierno de Olivares, que no había previsto el levantamiento, no había aplicado medios políticos o militares para evitarlo.
Posteriormente fue encerrada en el Convento de Santos-o-Novo.
El nuevo gobernante autorizó a Margarita de Saboya que partiera para España en los primeros días de diciembre de ese mismo año. El momento fue oportunamente escogido, ya que la casa de Habsburgo afrontaba en esa época los problemas derivados de la Guerra de los treinta años y la Sublevación de Cataluña.
La confirmación del triunfo del alzamiento llegó a Madrid el 7 de diciembre, donde se prohibió bajo pena de vida que se hablase del asunto. Hasta mediados de mes, el Gobierno confió en poder retomar el control del reino vecino. Finalmente y como ya había sucedido en 1637, movilizó a la nobleza fronteriza; únicamente la frontera extremeña quedó encomendada a un ejército real. Sin embargo, el hartazgo de la nobleza a contribuir a los gastos bélicos —ya lo hacía en el frente aragonés— hizo que el Gobierno tuviese que mantenerse a la defensiva ante Portugal. Durante las siguientes dos décadas, este frente quedó preterido —los principales esfuerzos de reconquista se hicieron entre 1662 y 1665— y en él se concitaron el descontento de los generales encargados de dirigirlo, la corrupción y la deserción de la tropa. La debilidad de los dos enemigos hizo que los enfrentamientos bélicos que debían decidir la cuestión de la independencia portuguesa se fuesen retrasando y que la guerra durase más de veintisiete años —el conflicto más largo del siglo XVII en la península ibérica y la guerra más larga que libró Portugal—, hasta que la regencia de Carlos II se avino finalmente a firmar la paz con Portugal y a reconocer la autoridad de la nueva dinastía Braganza.

## Extensión del alzamiento: los territorios de ultramar

### Situación
Brasil había cambiado notablemente durante los sesenta años de gobierno de los Habsburgo. Las capitanías del centro y norte habían desarrollado un sistema de plantaciones basadas en el trabajo de esclavos traídos fundamentalmente de Angola y dedicadas a la producción de azúcar, muy lucrativa. La principal tensión en el territorio era la suscitada por el apresamiento de la población aborigen por parte de los colonos, fundamentalmente de Río de Janeiro y San Pablo, que los sometían a la esclavitud. A ello se oponían los jesuitas tanto por motivo religiosos como políticos, ya que cuantos mayor fuesen las reducciones, mayor era su poder. Los asaltos de los esclavistas también tuvieron por objetivo las reducciones desde principios del siglo XVII, lo que agudizó las tensiones. La Corona había ratificado en 1609 la libertad de los indios y la prohibición de esclavizarlos, pero sin efecto alguno; algunas autoridades brasileñas y paraguayas colaboraban incluso con las actividades de los denominados bandeirantes. Río de Janeiro y San Pablo eran además zonas de escaso respeto a la autoridad regia, dominadas por oligarquías locales. La Corona toleraba las desobediencias y la expansión del territorio hacia el interior por lo rentable que era. La tensión por la esclavitud de los nativos se había agudizado pocos meses antes de la rebelión el Portugal: ante la bula papal de abril de 1639 que confirmó la prohibición de esclavizarlos, Río de Janeiro rechazó en 1640 que los jesuitas pudiesen protegerlos y San Pablo expulsó a los miembros de la orden en agosto.

### Evolución

#### Brasil
Al bloqueo de Portugal, territorio pobre en recursos, falto de cereales y plata para financiar sus importaciones, que el Gobierno madrileño decretó el 10 de enero de 1641, se unió el intento del conde-duque de conservar las colonias. Las advertencias a estas para que se mantuviesen fieles al rey Felipe, sin embargo, en general no surtieron efecto. En Brasil el virrey era fiel a los Austrias, pero la influencia de los jesuitas, partidarios de los Braganza —que creían serían más débiles en América y a consecuencia de ello crecería el poder de la orden—, hizo que el territorio se sometiese al rey Juan en febrero y marzo de 1641, primero en Bahía y luego en Río de Janeiro. Madrid ordenó a los territorios americanos españoles que desarmasen a la población portuguesa asentada en ellos y que la asentasen lejos de las costas, orden que se cumplió donde las autoridades lo consideraron factible. Aprovecharon además para eliminar la competencia de la población portuguesa, asentadas en los territorios castellanos en su mayoría ilegalmente. Algunos castellanos afincados en San Pablo y algunos colonos lusos opuestos al cambio de dinastía trataron infructuosamente de proclamar un rey propio hasta que les llegasen refuerzos de Buenos Aires. En Río de Janeiro también hubo problemas para el gobernador, del que se sospechaba era secretamente partidario de los Habsburgo.
El disgusto de los colonos con la actitud filojesuita del rey Juan, si bien titubeante, hizo que algunos de ellos enviasen a un sacerdote para proponer la vuelta de la colonia a la obediencia de los Habsburgo a cambio de que Felipe IV admitiese la propiedad de los indios. La oferta se hizo en septiembre de 1647 en Madrid, en un momento de graves apuros para el Gobierno madrileño, tras las rebeliones de Nápoles y Sicilia en julio, la inminente suspensión de pagos de octubre y la peor cosecha de cereal en Castilla en lo que se llevaba de siglo, y fue rechazada. Las simpatías de los colonos por Juan IV, sin embargo, no crecieron en los años siguientes: la fundación en el invierno de 1649 de la Compañía de Comercio del Brasil a la que se concedía el monopolio de exportación a la colonia de productos básicos como el vino, el aceite, la harina y el bacalao, y el de la importación a Lisboa del palo de Brasil y de transporte de azúcar a Europa disgustó hondamente a los colonos, obligados a pagar precios superiores por las importaciones desde Portugal y por exportar el azúcar. El abastecimiento de esclavos mejoró tras la reconquista de Angola en 1648, que satisfizo tanto a los hacendados brasileños como a la Corona portuguesa, que obtenía pingües beneficios del tráfico.
Para los territorios españoles de América, el principal problema por el cambio de lealtades de Brasil fue la pérdida del suministro de esclavos y el comercio entre Buenos Aires y el sur de Brasil, que continuó de manera ilegal. El problema del abastecimiento de esclavos en la América española y de obtención de la plata americana para los portugueses se solucionó con los genoveses como intermediarios entre las partes, dada la negativa del Gobierno madrileño a permitir el comercio directo.

#### África y Asia
El aviso a Angola, principal fuente de esclavos para la América española, tardó tanto que dio tiempo a que la colonia reconociese al nuevo rey portugués en abril. Lo mismo sucedió en Guinea. De África la noticia pasó a Asia, donde la India portuguesa y Macao, disgustadas con el gobierno de los Austrias, aceptaron a Juan IV sin dificultad. Sin embargo, los representantes de Macao ofrecieron volver a la obediencia de Felipe IV si la defensa de la colonia, amenazada por los holandeses, la aseguraban los castellanos y se les permitía afincarse en Manila, condiciones que el Gobierno español rechazó. El comercio entre Macao y Manila, prohibido teóricamente, continuó, empleándose para ello navíos holandeses e ingleses. Las colonias asiáticas esperaban que el cambio de dinastía permitiese firmar una tregua con los holandeses, cosa que no sucedió. En agosto una escuadra holandesa se apoderó de Luanda; poco después también aumentó el acoso neerlandés en Asia.
Ceuta y Tánger en principio se mantuvieron fieles a los Austrias, aunque la segunda reconoció la soberanía de los Braganza en septiembre de 1643 y los intentos españoles por recuperarla fracasaron. El cambio de bando de Tánger acabó con la unidad defensiva de la zona del estrecho que hasta entonces habían tenido los Austrias. Ceuta se conservó pese al descontento de la población por la dependencia alimentaria y comercial del lugar respecto de Andalucía, que la abastecía de grano. La mayoría de los territorios ultramarinos, contrarios a las medidas de reforzamiento de la autoridad real, limitación de la de los gobernadores, y persecución de la corrupción, se pasaron a la nueva dinastía, esperando que las eliminase. Se oponían en especial a la implantación del juicio de residencia y a la ampliación del poder judicial mediante el uso de ouvidores.
La India portuguesa salió perjudicada por la independencia: en 1640 contaba con veintiséis plazas, mientras que en 1666 apenas conservaba dieciséis. El rey Juan, centrado en mantener Brasil, se mostró dispuesto a desprenderse de las posesiones indias y cedió Bombay y Tánger a los ingleses en 1661.

## Preparativos para la guerra

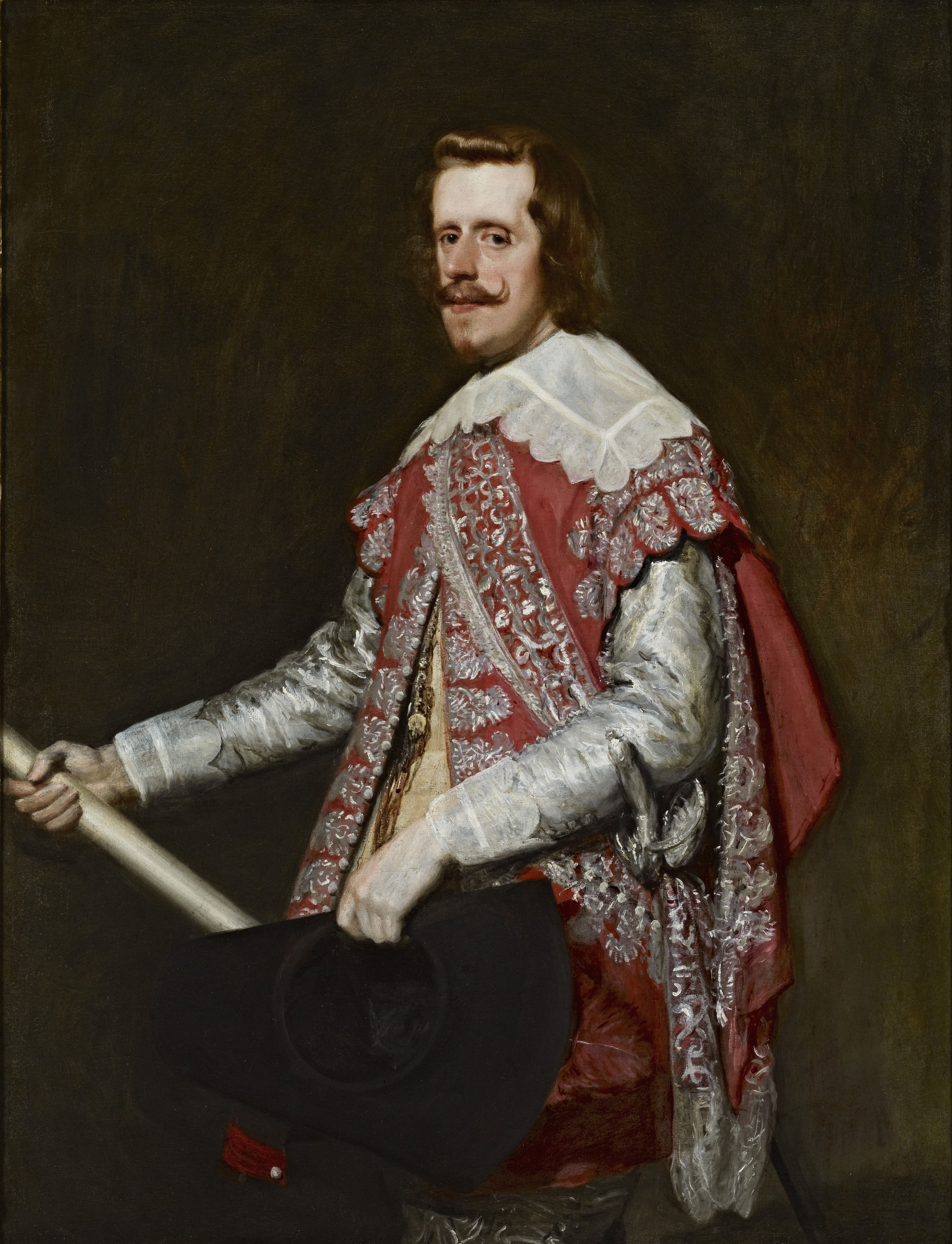
Felipe III de Portugal y IV de España, el monarca desposeído de Portugal por el golpe de diciembre de 1640, que intentó recobrar vanamente hasta su muerte en 1665, si bien ya en 1664 había emprendido contactos para acabar con la dilatada contienda.

Inmediatamente después de asumir el trono portugués, Juan IV tomó varias medidas para fortalecer su posición. El 2 de diciembre se dirigía como soberano por cédula real fechada de Vila Viçosa a la Cámara de Évora. El camino a seguir fue la reorganización de todas las fuerzas para la acometida que se preveía. Por lo tanto, el 11 de diciembre decidió crear el Consejo Supremo de Guerra para promover en todo lo relacionado con el ejército. Posteriormente creó la Junta de Fronteras que se hizo cargo de las fortalezas fronterizas, la defensa de Lisboa, las guarniciones y los puertos marítimos. El 28 de enero de 1641, comenzaron las sesiones de las Cortes que legitimaron la «restauración» de Juan al trono portugués. Las Cortes debían además dar la impresión de acabar con la tiranía, evitar la identificación del golpe aristocrático de diciembre como rebelión y aprobar la entronización del duque y conceder los necesarios subsidios para sostener la guerra.
Además de despachar embajadores a algunas cortes europeas para recabar el reconocimiento y apoyo al nuevo rey, el principal asunto que se trató fue la defensa del reino, pues se esperaba que Castilla reaccionase militarmente a la proclamación de Juan IV. Se dispusieron fábricas de pólvora, salitre, armas, munición y arsenales; se creó un ejército permanente y organismos como el Consejo de Guerra y la Junta de Frontera para gestionar los asuntos marciales, desde la estrategia a la supervisión de las fortalezas, la administración de las partidas destinadas a costear la guerra o el pago de las soldadas. El país quedó dividido en seis regiones militares: Douro y Minho, Tras-os-Montes, Beira, Estremadura, Alentejo y Algarve, de las cuales la penúltima era la mayor y la más vulnerable. Se emprendió una serie de obras de fortificación tanto de la frontera como de las ciudades del interior, en especial de las consideradas objetivo principal de los posibles ataques españoles. En el Alentejo, las principales poblaciones que se fortificaron fueron Évora, Campomayor, Jurumeña, Ouguela, Elvas, Estremoz, Monsaraz, Olivenza, Beja, Moura y Serpa. Mientras que la defensa de la larga costa se encomendaba a potencias navales, el ejército portugués se dedicaba a a proteger la también extensa frontera terrestre. La estructura defensiva consistía en tres líneas: la fronteriza, con las principales fortalezas casi en simetría con las españolas (Caminha frente a La Guardia, Valença frente a Tuy, Castelo Rodrigo y Almeida frente a Ciudad Rodrigo, Marvão frente a Valencia de Alcántara, Elvas y Olivenza frente a Badajoz y Castromarín frente a Ayamonte), la interior que engarzaba Guarda, Abrantes, Estremoz y Évora y la costa, con Lisboa —capital del reino, su ciudad más poblada con casi cien mil habitantes y metrópoli de los territorios ultramarinos— y su círculo conformado por Cascaes, Torres Vedras, Santarén y Setúbal como núcleo. La falta de combates de entidad dieron a Portugal dos  décadas en las que organizar la defensa: reconstruir las fortalezas, crear un ejército y hacerse con armas para la guerra.
La capital, mal abastecida, era vulnerable al bloque marítimo, como sucedió en 1650, 1657 y 1658, aunque no a manos de la veterana Armada española, sino de los ingleses en el primer año y de la escuadra holandesa en los dos últimos. En general, las plazas fuertes y las unidades no contaron durante la contienda con soldados y medios suficientes, fundamentalmente por la falta de dinero. El aumento de los efectivos se daba normalmente en momentos de peligro extremo: tras las grandes batallas, el ejército se desbandaba espontáneamente, impidiendo que pudiese utilizarse para aprovechar la derrota del enemigo. El Consejo de Guerra portugués calculaba en 1642 que contaba con dieciséis mil infantes y mil quinientos jinetes, pero las cifras reales eran bastante menores. La principal desventaja se hallaba en la caballería, normalmente inferior en número a la enemiga, debilidad especialmente grave en la zona del Alentejo, por ser llana. Una de las maneras de paliar la escasez de soldados era concentrar las de diversas plazas fuertes o incluso provincias allí donde aparecía el peligro, lo que requería de un sistema de información de los planes enemigos, que funcionó eficazmente. La falta de soldados se mitigó también con el reclutamiento de milicianos, en ocasiones reacios al servicio, en especial fuera de su provincia de origen. El tercer método para paliar la falta de soldados fue el uso de extranjeros, medida cara que impuso cambios fiscales para costearla. En todo caso, la formación y sobre el mantenimiento de los ejércitos eran complicados. Los soldados solían reclutarse mediante coacción y muchos de ellos desertaban, lo que obligaba a acometer nuevas levas. Muchos oficiales también abandonaban sus unidades, como forma de presionar para conseguir compensaciones para volver a ellas.
La situación fue algo confusa en los primeros momentos: el Gobierno madrileño permitió que los rebaños portugueses pasaran a Extremadura y los jornaleros lusos a participar en la siega en Castilla en 1641. El nuevo soberano portugués, en cambio, decretó que los castellanos residentes en Portugal debían alistarse en el ejército o abandonar el reino en grupos reducidos. La corte madrileña sí que reforzó el control fronterizo, para evitar que los que cruzaban la raya llevasen armas o dinero a los que consideraba rebeldes, y distribuyó a los soldados portugueses que combatían en Cataluña entre los tercios castellanos. Algunos cientos de soldados cambiaron de bando como les exhortó el Gobierno lisboeta, pero no otros; de hecho, en el ejército del frente catalán combatieron numerosos oficiales portugueses y la unidad en su conjunto llegó a estar al mando de un portugués, Francisco Manuel de Melo. En general, la actitud de los soldados portugueses que entonces servían en los ejércitos de los Austrias dependió fundamentalmente de la de sus oficiales.
Un año después, en diciembre de 1641, creó un arrendamiento para asegurar que todas las fortalezas del país serían mejoradas y que las mejoras serían financiadas con los impuestos regionales. Posteriormente restableció las leyes militares de Sebastián I de Portugal, con el fin de reorganizar el ejército y emprendió una campaña diplomática centrada en restablecer buenas relaciones con Inglaterra.
Después de ganar varias pequeñas victorias, Juan trató de hacer las paces con rapidez. Sin embargo, su exigencia de que Felipe reconociese la nueva dinastía reinante en Portugal no se cumplió hasta el reinado de su hijo, Alfonso VI, durante la regencia de Pedro de Braganza, otro de sus hijos, que más tarde se convirtió en el rey Pedro II de Portugal. Los enfrentamientos con España duraron veintiocho años.
Tanto Madrid como Lisboa decretaron bloqueos comerciales con el enemigo. El español se mantuvo teóricamente hasta el final de la contienda, aunque el contrabando desbarató los dos. Los intentos españoles de que los ingleses se comprometiesen a no comerciar con Portugal fracasaron; los propios territorios de la Corona hispánica burlaban el bloqueo. El nuevo Gobierno portugués derogó los impuestos más odiados impuestos durante el periodo habsburgo, pero pronto implantó otros más onerosos, que justificó por la necesidad de sufragar la guerra de independencia. El nuevo alza de la presión fiscal fomentó de nuevo el desencanto popular, que estalló en revueltas, menores que las de la década de 1630, ya en 1661.
Por su parte, la corte madrileña trató de imponerse mediante cuatro instrumentos: la guerra, tanto terrestre y marítima, defensiva hasta 1657 y ofensiva a partir de ese año; la propaganda; la negociación; y el fallido bloqueo económico susodicho. Madrid creía que la rebelión de 1640 contaba con escaso apoyo popular en Portugal y que cuando lograse apoderarse de algunas plazas la autoridad de los Braganza se hundiría puesto que el grueso de la población se uniría al ejército de Felipe IV. Para la propaganda de los Habsburgo, Juan IV era «el Tirano», un traidor.

## Evolución interna de Portugal

### Situación económica y social
| Servicios aprobados por las Cortes portuguesas durante la guerra (en miles de cruzados) |
|                                                                                         |
| Según Valladares Ramírez p. 247.                                                        |

La población portuguesa peninsular rondaba el millón de habitantes, de los que unos doscientos mil pertenecían a los estamentos privilegiados (nobleza y clero). Los eclesiásticos eran unos cincuenta y cinco mil repartidos entre clero secular (treinta mil) y regular (veinticinco mil), apenas un 4 % de la población, pero muy influyentes en parte por sus grandes propiedades e ingresos. Tan solo el diezmo les reportaba anualmente un millón seiscientos mil cruzados, tres veces más que lo que la Corona ingresa por la sisa, uno de los dos pilares de la Hacienda regia junto con los aranceles. Los Austrias habían intentado aumentar los ingresos regios mediante el aumento de los impuestos tradicionales y la creación de otros, exactamente igual que hubo de hacer luego Juan IV, que en 1641 creó el diezmo militar (pago de un 10 % de cualquier renta, incluidas las nobles y eclesiásticas). El novedoso impuesto proporcional y general debía servir entre otras metas para animar al pueblo a tributar al ver cómo también lo hacían los privilegiados que, sin embargo, se resistieron a ello. La falta de ingresos hizo que incluso se recuperasen impuestos recién abolidos. El temor a los privilegiados y a las instituciones impidió abordar una reforma fiscal. La guerra concluyó con la Hacienda con un déficit de dos millones de cruzados e ingresos menguantes. La situación de la Hacienda real era continuamente deficitaria y no se logró aumentar los ingresos, que sufragaban apenas dos tercios de los gastos. Las exigencias fiscales y militares que traía la guerra disgustó tanto a los privilegiados, opuestos tanto a tributar como a servir en el frente, como al pueblo, descontento por la desigualdad en la tributación. Los Braganza carecían además de la colaboración de los principales financieros lusos, prestamistas de Felipe IV que no apoyaron el cambio dinástico, que poco podía aportarles. No podían contar tampoco con los genoveses, por idéntica razón, ni con los holandeses, en guerra con Portugal. Pese a la propaganda antijudía de la nueva dinastía, que la empleaba para desprestigiar a la rival y ganarse el favor del importante sector antisemita eclesiástico, nobiliario y popular, la Corona hubo de moderar su actitud contra conversos y judíos, pues dependía financieramente de los mercaderes, muchos de ellos conversos. La nobleza temía, empero, que este sector mercantil le permitiese a la Corona afianzarse sin depender de ella, volviendo a una situación similar a de tiempos de Felipe IV.
| Devaluación monetaria bélica en Portugal (1641-1668) Valor del marco de plata. |
|                                                                                |
| Según Valladares Ramírez p. 249.                                               |

La Corona optó finalmente por cargar el grueso de las contribuciones finalmente sobre el pueblo ante la oposición a repartir las cargas fiscales entre todos los estamentos, aunque para ello hubo de lidiar con las sucesivas Cortes (1641, 1642, 1645 y 1653), que debían aprobar los servicios —las concesiones monetarias—. Al disgusto regio por la limitación de sus poderes que suponía la reunión de las Cortes —convocadas esencialmente por la situación menesterosa de la Corona, que necesitaba dinero para sostener la guerra— se sumaba el fraude fiscal que practicaban las oligarquías urbanas, que dominaban la representación de las ciudades en las Cortes. La política fiscal de los Braganza fue desde muy pronto un calco de la que habían aplicado antes los Austrias. Ante la dificultad de obtener los ingresos por otros medios, se primó los impuestos al consumo y al comercio, más injustos socialmente, pero más sencillos de recaudar que otros. Esta decisión supuso, empero, perjuicios económicos: inflación, mengua de la demanda y la producción.
El conservadurismo del nuevo Portugal independiente hizo que las medidas en favor del comercio y las manufacturas fuesen escasas y las que hubo, como la creación de la Compañía del Brasil, suscitasen viva oposición. Las necesidades bélicas tampoco permitieron acabar con la sumisión mercantil a Inglaterra. Los sucesivos acuerdos internacionales obligaron a Lisboa a reducir los aranceles lo que dejó a las manufacturas nacionales, cada vez más caras, en mala posición para competir con las importadas.
Por añadidura, la falta de plata, agudizada por la guerra, hizo que la moneda se devaluase un 74 % en menos de treinta años, algo que no había sucedido durante el gobierno de los Habsburgo. La falta de este metal impelió al Gobierno portugués a tratar de aumentar los intercambios con Castilla, para obtenerlo.

### Acontecimientos políticos internos
El golpe de diciembre a manos de parte de la alta nobleza portuguesa, contraria a las crecientes exigencias de la corte madrileña debidas a la crisis militar agudizada por la sublevación de Cataluña tuvo su contrapunto en la actitud de otra parte de ella, fundamentalmente afincada en Madrid, que permaneció fiel a Felipe IV. Para los autores del cambio de dinastía y sus partidarios, el cambio de soberano tenía por fin principal eliminar la presión fiscal y política sufrida en tiempo de Olivares y mantener sus privilegios, por lo que eran reacios a volver a la misma situación, pero esta vez con la justificación de la defensa del reino en vez del aplastamiento de la rebelión catalana. El golpe se había hecho en nombre del bien público, pero, en realidad, para beneficio de los privilegiados. Así, a la guerra por independizarse de Felipe IV se sumó el enfrentamiento soterrado entre el nuevo rey y los privilegiados, deseosos de limitar su poder y evitar que aplicase las mismas mediadas que aquel, y que se libró en paralelo a la larga contienda de independencia. El temor al uso que pudiese dar el rey a los servicios aprobados por las Cortes limitaron estos en cuantía y en tiempo —a tres años—. El motivo del levantamiento contra Felipe IV, idéntico al de otras rebeliones coetáneas, la abolición de las exigencias administrativas y fiscales inherentes a las guerras de aquel, estorbaba en la conducción de la contienda desatada por el alzamiento, que requería precisamente las estructuras administrativas y fiscales que se deseaban eliminar.
En un principio, Juan IV actuó con precaución: mantuvo el sistema legal del período anterior y a la mayoría de los cargos de responsabilidad. Los mayores cambios que hizo fueron la creación del Consejo de Guerra, el Consejo Ultramarino y la reforma del Consejo de Estado y del Consejo de Hacienda. Al mismo tiempo, trató de reforzar su poder señorial, ya antes de alcanzar el trono el mayor del reino. Parte de la nobleza que no obtuvo lo que ansiaba del nuevo soberano formó la oposición a lo que se tildaba de tendencia autoritaria del rey.
Juan IV sobrevivió al intento de asesinato de 1647 y murió de gota el 6 de noviembre de 1656, después de haberlo hecho el heredero, Teodosio, en 1653. Así pues, obtuvo el trono un hermano del difunto Teodosio, Alfonso, de trece años, inseguro, caprichoso, violento, incapaz de ser instruido y aficionado a los bajos fondos de la capital, posiblemente como consecuencia de una enfermedad infantil que lo dejó perjudicado psíquicamente. Como el nuevo rey apenas tenía trece años, se estableció la regencia de la reina madre Luisa de Guzmán, asesorada por los consejos, que debía durar hasta que Alfonso cumpliese los veinte años. La implantación de la regencia animó vanamente a los partidarios de limitar los poderes del rey y afianzar los de la nobleza mediante el gobierno de los consejos, que rechazó la reina. La tensión entre el grupo favorable a reforzar el poder de la Corona (en el que descollaban Luís de Vasconcelos e Sousa, tercer conde de Castelo Melhor, el conde de Atouguia y el obispo Sebastião César de Meneses) y los que preferían el gobierno de los consejos (los más destacados de los cuales eran el duque de Cadaval, los marqueses de Marialva y Gouveia y los condes de Sure y Ericeira) se fue agudizando hasta el golpe de 1662. La reina hubo de proclamar la mayoría de edad de Alfonso el 23 de junio de ese año, y el poder pasó en la práctica al conde de Castelo Melhor, joven, ambicioso y con talento. La obtención de un cargo palaciego le permitió ganarse la simpatía del rey, del que ejerció de valido efectivo.
El conde se concentró en dominar férreamente los consejos y dar una dirección firme a la guerra. Castelo Melhor trató de estrechar los vínculos con Francia, tanto para apretar al enemigo como para reducir la dependencia de Inglaterra, lo que llevó al casamiento del rey con la hija del duque de Nemours en 1666 y a la firma de la ansiada alianza con Luis XIV al año siguiente. Las sucesivas victorias militares permitieron a Castelo Melhor conservar temporalmente el poder, pero no acabaron con la rivalidad entre fracciones. Los contrincantes del conde se reunieron en torno al hermano del rey, don Pedro. Castelo Melhor fue apartado del poder mediante un nuevo golpe palaciego el 3 de septiembre por el hermano del rey, don Pedro, y sus seguidores, cuando ya se vislumbraba la paz con Madrid; partió al exilio. Pedro obtuvo el poder con el título de gobernador y príncipe de Portugal mientras que Alfonso quedaba relegado y desterrado a las Azores, si bien se le mantuvo el título de rey. El día antes de que esto sucediese, el 21 de noviembre, la posición de Alfonso se había debilitado todavía más cuando la reina, a la que repugnaba, se refugió en un convento y pidió la anulación del matrimonio. Esto hizo peligrar la alianza con Francia, por lo que se optó por anular el casamiento de Alfonso y casar a la reina con Pedro en marzo de 1668. La caída de Castelo Melhor supuso el triunfo de la fracción nobiliaria que defendía los objetivos del golpe de 1640: un gobierno nobiliario con una autoridad limitad del rey.

### Situación militar
Los planes de socavar la posición económica de Felipe IV mediante un asalto a Cádiz con participación naval francesa y holandesa se abandonaron pronto. La escasez de tropas hizo que el ejército portugués no pudiese aspirar a conquistar grandes plazas enemigas, a excepción de Badajoz, por otra parte centro de las acciones militares fronterizas.
La limitada capacidad militar portuguesa se debió a diversos motivos: la resistencia al reclutamiento; la escasez de financiación, causada a su vez por la renuencia del estado representante de las ciudades a sufragar grandes gastos, la mala situación económica del reino y la mala distribución de los impuestos; y la necesidad del nuevo rey de no descontentar en exceso a la población. Para el grueso de la población, la aprobación de la nueva dinastía dependía fundamentalmente de la mengua de la presión tributaria.
El déficit crónico de la Hacienda real tuvo dos consecuencias militares esenciales: que el número de tropas reclutadas no alcanzase las previsiones y que las condiciones en las que se encontraba la tropa fuesen deplorables, faltándole incluso lo más indispensable, como el vestido y el calzado.
Otra característica del ejército portugués durante el conflicto fue el continuo relevo de los mandos, tanto por la insatisfacción regia con el desempeño del destituido como por el disgusto de este por las escasas recompensas a sus servicios. También la tensión entre nobles y militares veteranos plebeyos por ostentar los puestos de mando y las rivalidades entre linajes nobiliarios.
Al comienzo el reino casi carecía de tropas permanentes más allá de los presidios, normalmente costeros, que durante el reinado de los Austrias habían sido principalmente extranjeras. Tradicionalmente Portugal reunía tropas únicamente para librar una contienda puntual, y las desbandaba al acabar esta, lo que obligaba a crear una estructura militar permanente para librar el nuevo conflicto.
En el Alentejo se formaron dos tipos de ejército: el permanente, formado fundamentalmente por elementos asentados en la frontera, de pequeño tamaño y escasa capacidad ofensiva más allá de las correrías en el territorio enemigo lindante; y el reunido para las campañas, que contaba con tropas venidas de otras regiones.

## Situación internacional: las relaciones entre las potencias europeas

### Las relaciones con Cataluña
La primera misión diplomática de Juan IV se destinó a Cataluña. Los portugueses eran conscientes de la importancia de la pervivencia de la rebelión catalana para su propia independencia, al menos a corto plazo. El nuevo rey hizo un llamamiento para que los portugueses que combatían contra los rebeldes catalanes se pasasen a estos, como sucedió en algunos casos. Parte de estas tropas volvieron luego a Portugal y formaron el grueso del ejército portugués. Felipe IV no podía reunir dos grandes ejércitos para combatir simultáneamente en Cataluña y Portugal, lo que benefició a los portugueses, carentes al comienzo del alzamiento de tropas adecuadas o fortificaciones fronterizas que hubiesen podido detener una acción decidida de los Habsburgo si estos hubiesen optado por dar prioridad al frente portugués.

### Las relaciones con Francia
En 1640, el cardenal Richelieu, entonces jefe de asesores de Luis XIII de Francia, era plenamente consciente del hecho de que Francia estaba operando bajo circunstancias difíciles. En ese momento estaba en guerra con España y al mismo tiempo tenía que controlar las rebeliones que se estaban produciendo en Francia, las cuales fueron apoyadas y financiadas por Madrid, y para ello tuvo que enviar ejércitos franceses para luchar contra los Habsburgo españoles en tres frentes diferentes. Además de su frontera común en los Pirineos, Felipe IV de España, anteriormente Felipe III de Portugal, reinó bajo diversos títulos, en Flandes y el Franco-Condado, al norte y al este de Francia respectivamente. También además, Felipe IV controlaba grandes territorios en Italia, donde podría, a su antojo, imponer un cuarto frente para atacar Saboya, entonces controlada por Francia y gobernada por Cristina María de Francia, duquesa de Saboya, quien actuaba como regente en nombre de su hijo, Carlos Manuel II, duque de Saboya.
España había disfrutado de la reputación de tener la fuerza militar más formidable de Europa, una reputación que se había ganado con la introducción del arcabuz y la llamada Escuela Española. Sin embargo, esta reputación y táctica había disminuido con la guerra de los Treinta Años. Richelieu, obligó a Felipe IV a mirar a sus propios problemas internos. Con el fin de desviar las tropas españolas que sitiaban Francia, Luis XIII, siguiendo el consejo de Richelieu, apoyó las reivindicaciones de João IV de Portugal durante la guerra de aclamación. Esto se hizo en el razonamiento de que una guerra con Portugal agotaría los recursos españoles.
El establecimiento de una alianza formal entre Portugal y Francia fue una de las tareas principales de la diplomacia lusa desde el levantamiento de diciembre de 1640. Francia formaba parte del bando opuesto a Felipe IV en la guerra europea y Richelieu había prometido anteriormente su apoyo a los portugueses que se alzasen contra este. Esperaba que el sostén francés evitase tener que enfrentarse solo a Felipe IV y el enviado del cardenal a Portugal en marzo de 1641 prometió en efecto que Francia no firmaría una paz de la que Portugal quedase excluida, promesa de la que se desdijo pocos meses después, alegando la oposición de los aliados sueco y neerlandés. El primer acuerdo entre Francia y Portugal se firmó el 1 de junio de 1641, pero no incluyó la ansiada liga formal entre ambos. Francia esperaba que la apertura de un nuevo frente en la península debilitase a Felipe IV, pero Juan IV no satisfizo las esperanzas de París: carente de recursos para acometer una invasión de Castilla, se limitó a librar una guerra de desgaste. Francia, por el contrario, había esperado de Portugal una ofensiva continua por tierra y mar contra el enemigo común.

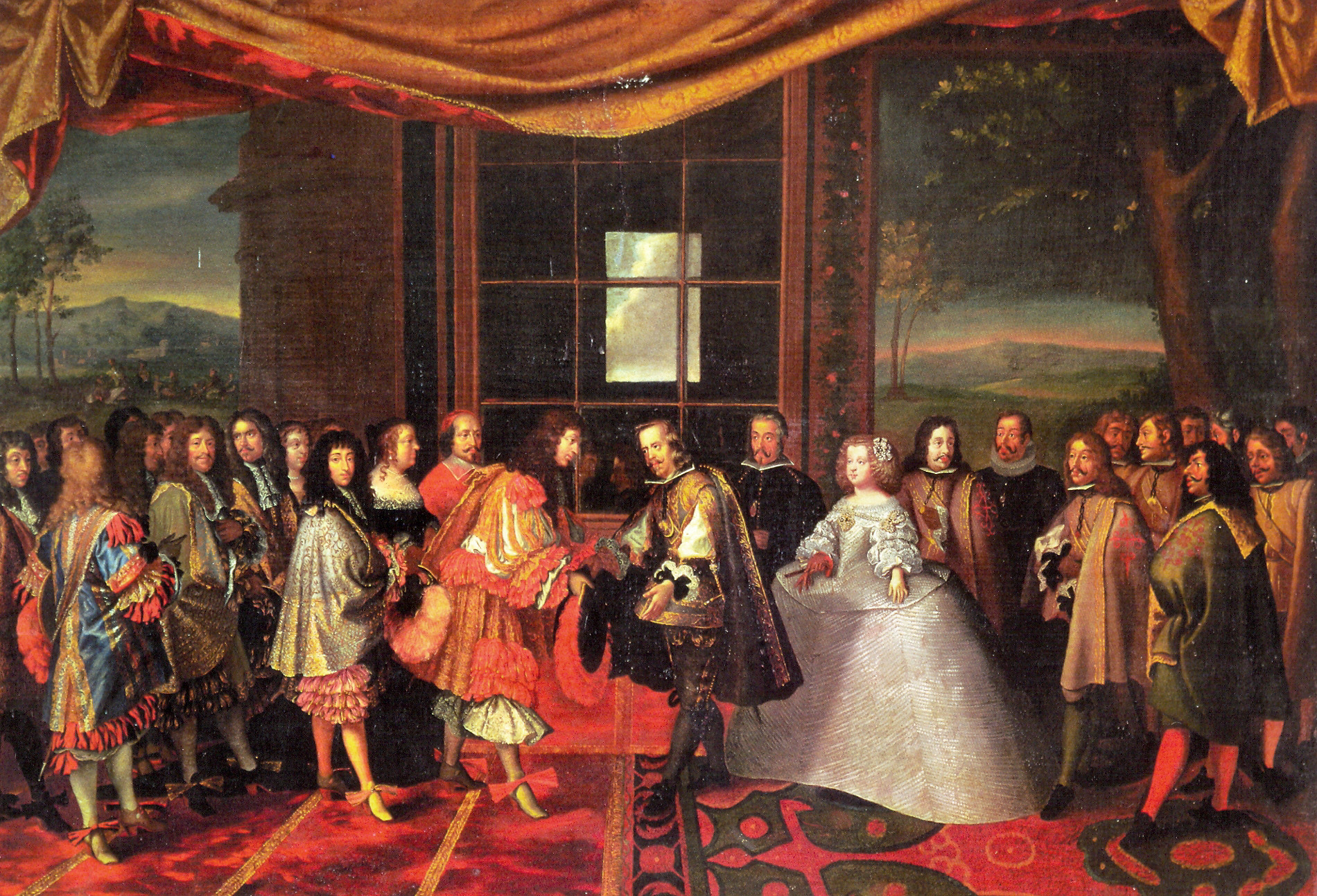
Tratado de los Pirineos. Entrevista de los monarcas en la isla de los Faisanes.

Para el cumplimiento de los intereses comunes de la política extranjera de Portugal y Francia, una alianza entre los dos países fue firmada en París el 1 de junio de 1641, obligándose a continuar y mantener guerra contra España con armamento naval, y concurrir con Holanda a invadir los dominios de Castilla y atacar a las flotas de Indias. Duró dieciocho años antes de que el sucesor de Richelieu, un ministro de Asuntos Exteriores oficioso, el cardenal Mazarino, rompiera el tratado abandonando a sus aliados portugueses y catalanes para firmar una paz por separado con Madrid.
En 1647, Juan propuso a Mazarino entregar el territorio peninsular portugués al duque de Orleans en calidad de regente y retirarse a un nuevo reino que formaría con el Brasil y las Azores, dividiendo así el reino. El duque había de casar a su hija con el príncipe Teodosio, que heredaría luego el trono del Portugal peninsular. La desesperada propuesta surgía del temor portugués a perder al coligado francés cuando las Provincias Unidas comenzaban a tratar la paz con España. Mazarino rechazó la oferta.
El Tratado de los Pirineos, firmado el 7 de noviembre de 1659, en la isla de los Faisanes, para poner fin a un conflicto iniciado en 1635, durante la Guerra de los Treinta Años. Entre otros términos del tratado se cedió a Francia los treinta y tres pueblos de la mitad norte del condado catalán de Cerdaña (el valle de Querol), o lo que es lo mismo, la Alta Cerdaña y El Capcir, excepto Llivia (por ser villa y no pueblo) y las comarcas también catalanas del Rosellón, El Conflent y El Vallespir, situados en la vertiente septentrional de los Pirineos; en tanto que Francia reconoció a Felipe IV de España como legítimo rey de Portugal. A pesar de la firma de la paz entre España y Francia, esta no dejó de enviar auxilios a los portugueses, como había hecho desde 1641.
Federico de Schomberg llegó a Portugal con seiscientos soldados el 11 de noviembre de 1660, oficialmente a requerimiento del embajador portugués en Francia, pero en realidad enviado por la corte francesa. Luis XIV había decidido sostener a Portugal, si bien oficiosamente, ante la negativa de Felipe IV a anular la renuncia a los derechos de sucesión de su esposa María Teresa, hija del monarca español.
El deseo portugués de obtener el auxilio francés contra Felipe IV culminó con dos acontecimientos: el acuerdo matrimonial entre Alfonso VI de Portugal y María Francisca de Saboya-Nemours, hija del duque de Nemours en 1666 y la alianza franco-portuguesa firmaba el 31 de marzo de 1667, que allanó el camino a la paz por la presión que impuso a la corte madrileña.
Siete años más tarde, en las últimas etapas de la Guerra de Restauración portuguesa, las relaciones entre los dos países se fueron descongelado al punto en que el joven —pero enfermizo— Alfonso VI de Portugal se casó con la princesa francesa, María Francisca de Saboya-Nemours.

### Las relaciones con las Provincias Unidas de los Países Bajos

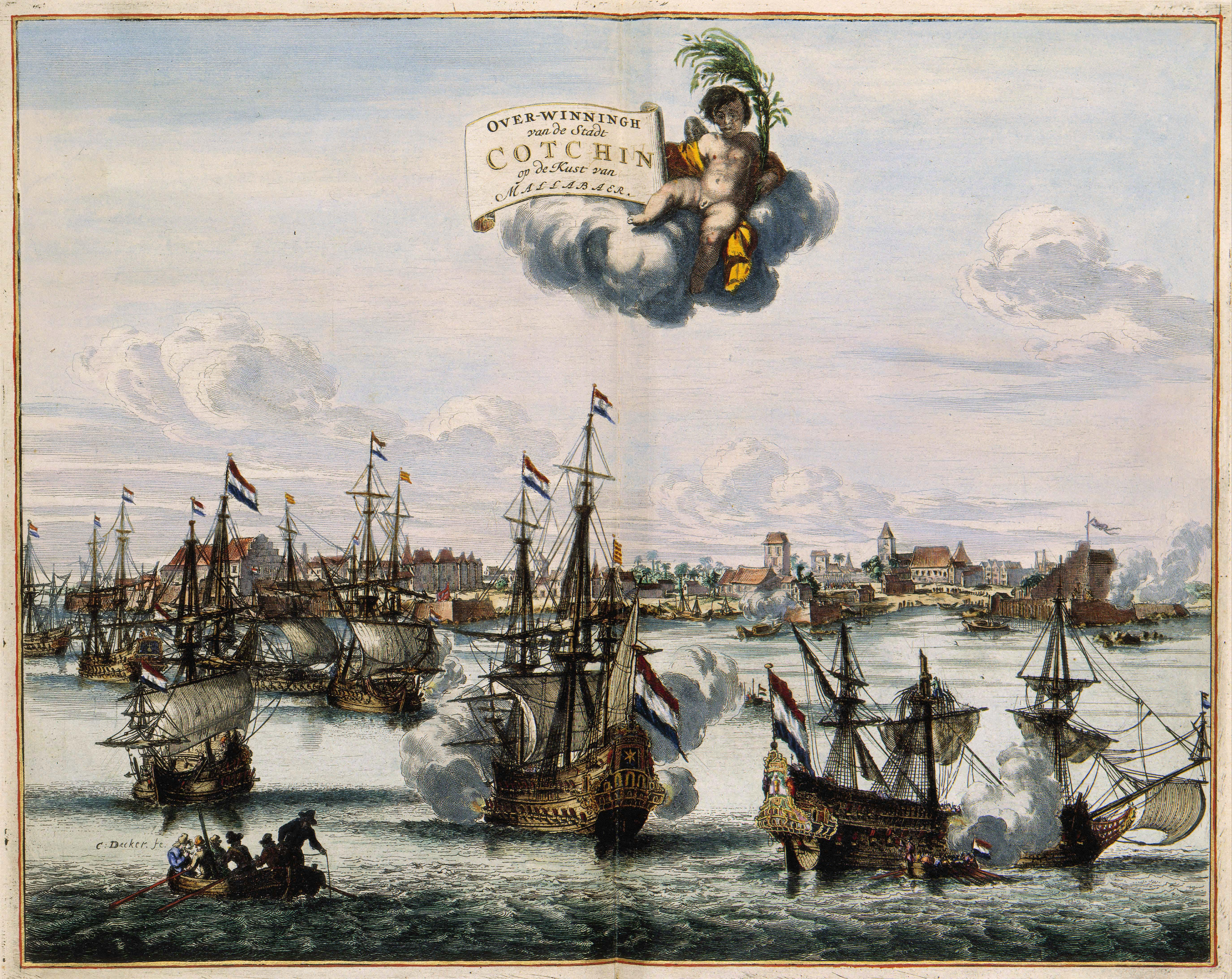
Captura de Cochín y la victoria de la VOC holandesa sobre los portugueses en 1656, en la costa de Malabar. Atlas Van der Hagen, 1682.

La guerra luso-neerlandesa se libró casi enteramente en ultramar, con las empresas mercantiles neerlandesas, Compañía Neerlandesa de las Indias Orientales y Compañía Neerlandesa de las Indias Occidentales, que en varias ocasiones atacaron las posesiones coloniales portuguesas en América, África, India y el Lejano Oriente.
Tras la proclamación de Juan IV de Portugal en 1640, neerlandeses y portugueses firmaron el Tratado de La Haya de junio de 1641, una tregua de diez años ayudándose unos a otros un tanto en contra de su enemigo común, España. Aunque originalmente estaba pactada para todos los territorios de ambos imperios, quedó limitada al continente europeo: las hostilidades seguirían en las colonias holandesas y portuguesas hasta el final de la guerra, hasta la definitiva expulsión de los neerlandeses de Angola (1648), Santo Tomé (1649) y Brasil (enero de 1654). Al comienzo de la guerra, los holandeses no solo no redujeron sus ataques a las posesiones portuguesas, sino que los redoblaron, en especial en la India y Angola. Las autoridades portuguesas, por su parte, trataron de evitar conflictos con La Haya hasta finales de la década de 1640 y por ello no apoyaron en principio los intentos brasileños de expulsar a los holandeses de Pernambuco. En la actitud holandesa se mezclaba el interés político por atraerse a Portugal como enemigo de España y el comercial por proseguir la expansión territorial a costa de los territorios portugueses de ultramar, que primaron. Este interés económico incluso que los holandeses alargasen las negociaciones de 1641 para que su Compañía de las Indias Occidentales se apoderase de Luanda, principal centro esclavista africano, el 24 de agosto de ese año.
En 1648, el rey Juan instó al Consejo de Estado a que accediese a entregar a los holandeses parte del Brasil que les había arrebatado y parte de Angola, además de pagarles una onerosa indemnización a cambio de obtener su apoyo contra Felipe IV. Las relaciones de Lisboa con los colonos brasileños eran tensas, y en 1647 Río de Janeiro ofreció volver a reconocer la autoridad de Felipe si este aceptaba ciertas concesiones de autonomía.
Las victorias portuguesas en África y Brasil hicieron que las Provincias Unidas finalmente transformasen la guerra encubierta anterior en una abierta en 1657 y bloqueasen Lisboa durante varios meses, entre septiembre y noviembre. La corte madrileña intentó aprovechar el belicismo holandés en su favor intentando firmar una liga que hiciese que la flota holandesa bloquease la costa portuguesa de marzo a octubre hasta que concluyese la guerra, pero las negociaciones fracasaron porque los españoles se negaron a permitir el acceso holandés a la sal de la península de Araya. Los holandeses apresaron quince de los setenta barcos de la flota del Brasil. Reanudaron el bloqueo en la primavera de 1658, pero lo abandonaron pronto por insistencia de Inglaterra y Francia, que no deseaban favorecer la recuperación española de Portugal. La paz entre las dos partes se concertó el 6 de agosto de 1661, mediante un tratado que daba a las Provincias Unidas concesiones algo mayores que las hechas a Inglaterra ese mismo año. El acuerdo disgustó a los ingleses, que vieron a sus rivales obtener ventajas similares a las suyas sin por ello comprometerse a socorrer a Lisboa como habían hecho ellos. El pacto suponía la plasmación de la victoria holandesa sobre Portugal, paradójica dadas las derrotas de los Países Bajos en Angola y Brasil. Los Países Bajos obtenían cuatro millones de cruzados —el doble de la dote prometida al rey inglés— por la renuncia holandesa a las colonias que Portugal les había arrebatado en América y África, acceso a la sal de Setúbal al precio al que la compraban los portugueses y libertad con los territorios ultramarinos portugueses a través de Lisboa, con aranceles iguales a los que pagaban los propios mercaderes portugueses. Portugal reconocía además la soberanía neerlandesa sobre las plazas arrebatadas por la Compañía holandesa de las Indias Orientales en Asia.

### Las relaciones con Inglaterra

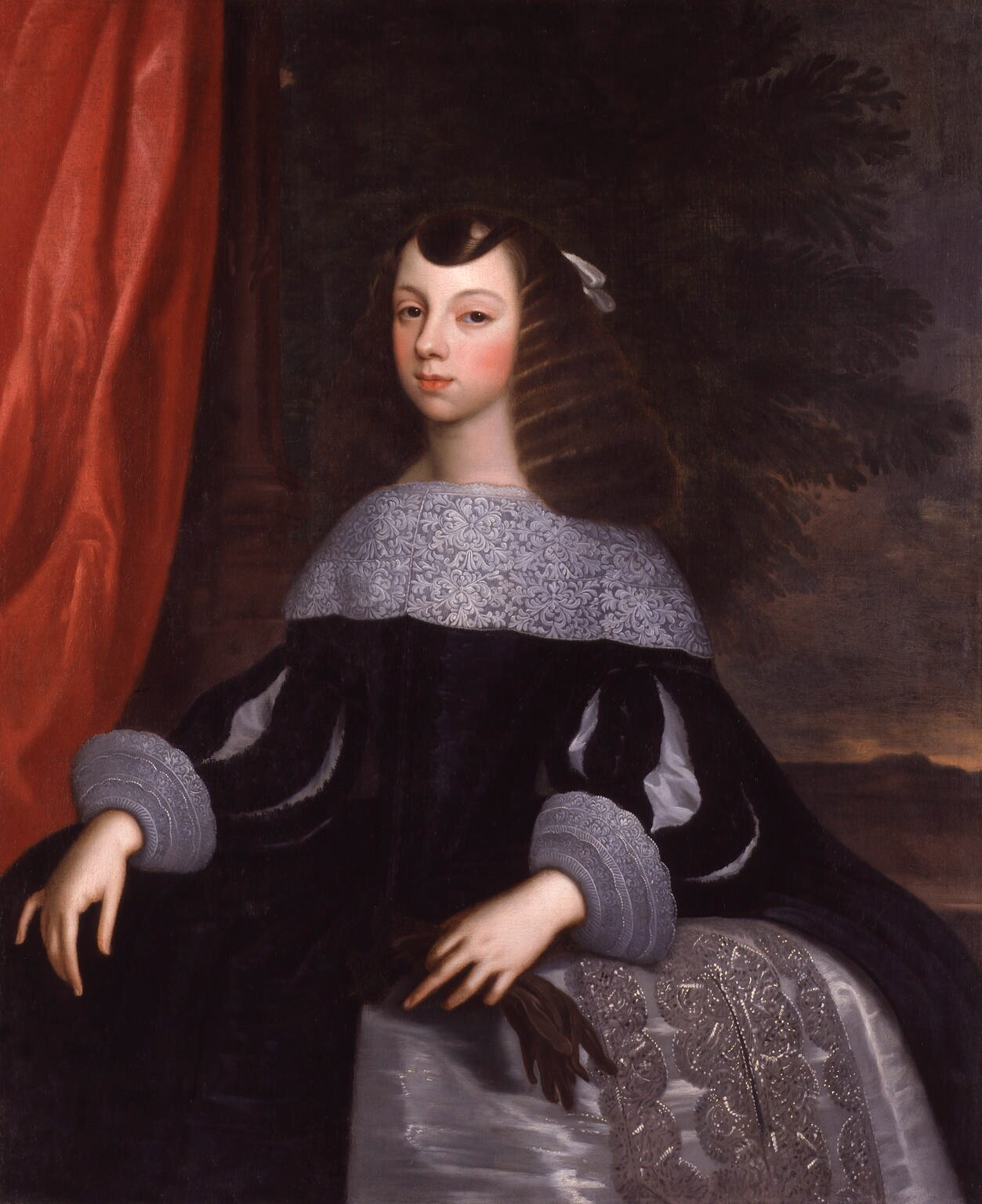
La infanta Catalina de Braganza, futura reina consorte de Inglaterra, Escocia e Irlanda, retratada por Dirk Stoop hacia 1660-1661. National Portrait Gallery

Inglaterra estaba, en ese momento, envuelta en su propia guerra civil, en la que Portugal tomó partido por el bando realista aportando armas. Pese a ello, firmó una liga con Portugal el 29 de enero de 1642, en la que este hubo de hacer cesiones como había hecho con los holandeses el año anterior. Los portugueses reconocían los asentamientos ingleses en Guinea, obtenían dos años de plazo para decidir si concedían privilegios comerciales a Londres en Brasil y prorrogaban la tregua vigente en la India. En realidad, el acuerdo demostró la habilidad diplomática portuguesa, que obtuvo la ayuda de los Estuardos sin conceder nada que estos no tuviesen ya. El objetivo portugués era emplear la marina mercante inglesa para asegurar el abastecimiento del reino. En 1644 se llegó a tratar el casamiento del príncipe inglés Carlos con una infanta portuguesa, plan descartado por la intención de la reina de casar al heredero con alguien de la Casa de Orange-Nassau. La propuesta se retomó en 1649, en un momento desfavorable para el bando realista inglés. La victoria del Parlamento inglés en la guerra civil empeoró las relaciones con Portugal que, aunque teóricamente neutral, simpatizaba claramente con el bando perdedor, trataba de casar a la infanta Catalina con Carlos, hijo del difunto rey, y permitió las incursiones piráticas contra el comercio inglés del sobrino de este, el príncipe Ruperto, a la que dio amparo cuando se presentó en el Tajo en noviembre de 1649.
Juan IV se negó a entregar a la flota de Ruperto a la parlamentaria que se presentó ante Lisboa en 1650 y esta bloqueó la ciudad tras una escaramuza con las fortalezas portuguesas que vigilaban la entrada al Tajo. Los portugueses trataron de forzarlo para enviar el primer convoy de la nueva Compañía del Brasil en mayo, pero solo consiguieron que los ingleses se apoderasen de doce de los barcos. En mayo y junio las dos partes se embargaron los bienes y en septiembre los ingleses se hicieron con nueve buques cargados de azúcar de la flota del Brasil que se aproximaba a Lisboa, tras lo cual levantaron el bloqueo y emprendieron la persecución de Ruperto, que había aprovechado para zafarse de él. Tras crear con Ruperto una flota corsaria contra España en el verano de 1651 que operó en el golfo de Cádiz y apresó a un galeón con ochenta mil ducados, el 29 de diciembre de 1652 la corte lisboeta firmó un tratado preliminar con la república británica, única que podía impedir un ataque holandés. El tratado el realidad supuso una rendición de la nueva dinastía a los intereses ingleses, por motivos políticos: Portugal aceptaba devolver las mercancías embargadas en 1650 y pagar una indemnización de cincuenta mil libras. Este acuerdo precedió al de 1654, que regulaba el comercio anglo-portugués y que contenía nuevas concesiones a Inglaterra. Paradójicamente, el nuevo acuerdo dejaba en mejor posición a los mercaderes ingleses que a los propios portugueses, si bien la compensación fue el respaldo político de Cromwell contra España.
Felipe IV trató de aprovechar los apuros del rey portugués para pactar con la república británica y que esta lo ayudase a bloquear las costas portuguesas, pero la corte madrileña no estaba dispuesta más que a renovar el acuerdo de 1630 con Inglaterra, mientras que los ingleses esperaban permiso para comerciar directamente con América y protección para los protestantes en los puertos españoles, algo que Madrid rehusó. La negativa desbarató la posibilidad de acuerdo y facilitó el pacto entre Inglaterra y Portugal. Ese año de 1654, tras vencer a las Provincias Unidas, los ingleses decidieron emplear la flota en una ataque a la América española con varios objetivos: estorbar la reconquista española de Portugal, atraerse a Francia para que retirase su asilo a los Estuardo, amedrentar a las Provincias Unidas —ligadas por entonces a España—, presentarse como la nueva gran potencia protestante, apoderarse de la Flota del Tesoro y arrebatar alguna de las islas principales del Caribe. Dos flotas inglesas partieron hacia el Caribe —donde apenas pudieron apoderarse en 1655 de la Jamaica española cuando los objetivos habían sido más ambiciosos— y a la zona del estrecho de Gibraltar —para impedir la llegada de la Flota de Indias y hacerse con alguna plaza en la zona— en diciembre de 1654. La guerra supuso el apresamiento inglés de parte de la flota de 1656 y la imposibilidad de que llegasen a la península ibérica las de 1657 y 1658. Madrid estrechó lazos con el exiliado Carlos, al que mantuvo a costa de la Hacienda flamenca de 1656 a 1660 y con el que se firmó el Tratado de Bruselas del 12 de abril de 1656, una liga militar en la que los españoles se comprometieron a ayudar a Carlos a recobrar el trono a cambio de la colaboración inglesa en la recuperación de Portugal. El pacto resultó un fracaso que indispuso a Carlos contra la corte madrileña, incapaz de cumplir su parte del acuerdo por falta de fondos y por la apurada situación militar en Flandes y contraria a interceder por él ante Francia. La promesa de Carlos de romper la liga con Portugal, parte del pacto secreto de 1658 con Felipe IV, quedó en nada.
Por su parte, Juan IV hubo de ratificar los acuerdos de 1652 y 1654 ante la aparición de una flota inglesa ante Lisboa el junio de 1656. Portugal firmó un último acuerdo con la república en los últimos momentos de esta, el Tratado de Westminster del 18 de abril de 1660, que le permitía reclutar tropas para servir en la península ibérica. Tras la restauración de la dinastía de los Estuardo en mayo de ese mismo año, Portugal logró concertarse con ella mediante tratado (23 de junio de 1661). La alianza política se complementó con un matrimonio dinástico en mayo de 1662, cuando la infanta Catalina de Braganza, hermana del rey Alfonso VI de Portugal, se unió a Carlos II de Inglaterra, que acababa de recuperar el trono y tenía urgentes necesidades financieras. Catalina aportó entonces una excepcional dote de dos millones de cruzados y la cesión de Bombay y Tánger, sumando a esto el derecho para los ingleses de comerciar libremente con las colonias portuguesas. El objetivo inglés con la obtención de Tánger era favorecer su creciente y rentable comercio de paño en el Mediterráneo, amenazado por holandeses y piratas berberiscos y asegurar sus estratégicas compras de salitre en Berbería, esencial para la fabricación de pólvora. El tratado supuso en la práctica la cesión de buena parte del comercio portugués a la pujante marina mercante inglesa. En contrapartida Portugal recibió la necesaria ayuda militar en su conflicto con España, tanto en la península ibérica como en las colonias, y colaboración diplomática. La ayuda militar consistía en mil jinetes y dos mil infantes cuyo traslado correría a cargo de la Hacienda inglesa —no así su mantenimiento en Portugal—, y una escuadra de diez navíos durante ocho meses, además de la promesa de que los barcos ingleses que operaban en el Mediterráneo acudirían en auxilio si fuese necesario. Flotas inglesas protegieron la desembocadura del Tajo entre 1661 y 1664 como consecuencia de la nueva alianza. No hubo colaboración, empero, contra los holandeses en la India, que por entonces estaban expulsando a los portugueses de la costa Malabar. La alianza anglo-portuguesa contó con el respaldo de Luis XIV de Francia, deseoso de sostener a Portugal sin poner en riesgo la Paz de los Pirineos con España, en la que había prometido mantenerse neutral en el conflicto.
La falta de pago del primer plazo de la gran dote de Catalina, que debía haber viajado con ella a Gran Bretaña en abril de 1662 acrecentó el disgusto inglés, desatado por la firma del tratado holandés-portugués del año anterior, más favorable para las Provincias Unidas que el anglo-portugués.
Tras la restauración de la dinastía de los Estuardo, le fue posible a Portugal compensar la pérdida del limitado apoyo de Francia con la renovación de su tradicional alianza con Inglaterra. La eficaz ayuda de los ingleses en la guerra contra España se derivó, en 1654, en un tratado que concedía privilegios a los comerciantes ingleses de Portugal, como la libertad religiosa, justicia civil propia y libertad de comercio con disminución de tasas. Asimismo, Inglaterra retuvo los territorios coloniales adquiridos anteriormente a Portugal.
Fue en gran parte gracias a la alianza con Inglaterra que la paz con España fue posible al finalizar la guerra. España había sido drenada por la guerra de los Treinta Años, y no tenía resto para una guerra, más aún con otras potencias europeas, y especialmente tras el resurgimiento de Inglaterra.

## La guerra en la península

### Características de la contienda: guerra de correrías. Principales frentes
Militarmente la guerra de la Restauración Portuguesa consistió principalmente de escaramuzas fronterizas, correrías de saqueo e incursiones de caballería a las ciudades fronterizas, combinado con ocasionales invasiones y contrainvasiones, muchas de ellas tímidas e insuficientemente financiadas. La longitud de la frontera y la ausencia general de grandes accidentes geográficos que impidiesen cruzarla favorecían las correrías. Los golpes de mano enconaron la actitud de la población fronteriza, en principio poco hostil al vecino y nuevo enemigo. También lo hicieron las consecuencias económicas y sociales de la nueva guerra: el aumento de los impuestos y el reclutamiento de soldados, que en ocasiones no regresaban.
Los primeros años se caracterizaron, empero, por las correrías y saqueos que los dos bandos practicaban cerca de la frontera, fundamentalmente en las poblaciones peor defendidas, que sometían al pillaje y a cuya población amedrentaban sin intención de conservar los pueblos y villas atacados. La falta de tropas complicaba, además, apostar guarniciones en los lugares conquistados. Las acciones más comunes incluían el robo de ganado, la quema de bosques o cosechas y el saqueo de pueblos mal defendidos, si bien a veces unidades más numerosas llevaban a cabo campañas de devastación del territorio enemigo. La falta de fortificaciones modernas y guarniciones adecuadas facilitaban estas incursiones, lo mismo que la ausencia de grandes barreras orográficas. Las poblaciones sin defensas modernas apenas podían resistir, si bien los asedios largos fueron infrecuentes, tanto por la escasez de fuerzas como por lo corto de las campañas, las cuantiosas deserciones, el riesgo de derrota y el gran costo de estas operaciones. La debilidad de los dos bandos hizo que hasta 1656 la actividad bélica se limitase a incursiones que debían debilitar al contrario, fundamentalmente cabalgadas de destacamentos de tamaño reducido que penetraban en territorio del adversario para apoderarse de ganado y de las propiedades que pudiesen llevarse antes de la prevista reacción de la caballería enemiga, que actuaba de la misma manera. La crónica falta de pago de las tropas y la disponibilidad de caballería fomentaban estas correrías de pillaje. Este tipo de guerra causa graves perjuicios a la población, que perdía su ganado, corría peligro al llevarlo a pastar o cuando iba a recoger leña y veía arrasados sus sembrados, viñas y olivares. También suscitaba represalias enemigas y una espiral de ataques y contraataques cada vez más crueles. Las penurias de los soldados y el ansia de enriquecimiento se juntaban para fomentar la rapiña, en muchas ocasiones en perjuicio de los objetivos militares en el caso español. También hubo golpes de mano para destruir puestos fortificados enemigos, eliminar unidades enemigas o desanimar a la población del otro lado de la frontera. Las incursiones portuguesas fueron, en general, más abundantes y efectivas. Estas hicieron que treinta y un pueblos extremeños se dotasen de defensas contra eventuales ataques, en general meras barricadas reforzadas con filas de estacas; solo unas cuantas poblaciones (Moraleja, Zarza,  Alcántara, Valencia de Alcántara, Badajoz y, en parte, Alburquerque), contaban con fortificaciones modernas. La guerra acabó además con las relaciones económicas, culturales y sociales entre las tierras a los dos lados de la frontera y la reducción intensa de la abundante presencia portuguesa en Extremadura. Originó asimismo la despoblación de la zona fronteriza, pues parte de los habitantes huían de los combates, de la inseguridad y de la miseria que creaba. La violencia en los territorios de la raya luso-castellana fue muy intensa.
En los veintiocho años de guerra, apenas hubo cinco batallas, concentradas fundamentalmente en los últimos años. La falta de tropas veteranas, la ausencia de fuerza suficiente para aplastar completamente al enemigo, el riesgo de perder el grueso del ejército en un solo choque y las ganancias que se obtenían del saqueo favorecían un conflicto consistente en las incursiones de pillaje.
El principal frente del conflicto fue el de Extremadura-Alentejo —por ser el de más fácil entrada daba a Portugal—, seguido del gallego, que solo cobró importancia en los últimos años de la guerra, a partir de 1665. En Extremadura, el clima limitaba los principales combates a dos cortos periodos de campaña: uno primaveral, de marzo o abril a mediados de junio, y otro otoñal, de mediados de septiembre a finales de noviembre. Durante el verano escaseaba el agua y el forraje para las bestias —y esto complicaba el transporte de la artillería y el movimiento de la caballería— y durante el invierno la crecida de los ríos y arroyos y la falta de puentes y buenos caminos impedía los movimientos de los ejércitos. Precisamente la falta de forraje en el verano hacía imposible el acometer cercos durante el otoño, pues el ejército debía moverse para obtener pastos para sus monturas y animales de carga. Las diversas dificultades logísticas limitaban el radio de acción de los ejércitos y reducían el tiempo de campaña a unas dos semanas. Esto obligaba a abordar acciones veloces y contundentes y a mantener el ejército durante largos meses de ociosidad.
En el lado castellano del frente se establecieron nueve sectores que ya a mediados de 1641 se redujeron a cinco, tantos como tenía Portugal. El sector del Alentejo-Extremadura tenía los centros de mando en Elvas —el portugués, hasta que en 1661 se mudó a Estremoz— y Badajoz —el español—. En el sector gallego, el mando castellano estuvo en Tuy y Padrenda (luego en Monterrey) y el portugués en Valença —luego en Viana do Castelo— y Chaves. Las sedes de los ejércitos de Castilla la Vieja se fijaron en Puebla de Sanabria y Ciudad Rodrigo, mientras que los equivalentes portugueses se hallaban en Bragança —Trás-os-Montes— y Almeida —Beira— (aunque ese se dividió varias veces en dos comandos situados en Pinhel y Castelo Branco). Finalmente, en el sur, el mando castellano estaba en Ayamonte, en Andalucía, mientras que el portugués, en el Algarve estaba sito en Castro Marim.
La larga frontera común, la escasez de tropa y las malas comunicaciones hacían necesaria la dispersión del ejército en numerosos acuartelamientos y complicaban la concentración de fuerzas y el rápido socorro de los puntos atacados por el enemigo.

### Debilidad de los enemigos
En principio, la corte madrileña consideró que el frente portugués era de menor importancia comparado con otros en los que combatía, como el catalán —parte de la guerra con Francia—, por lo que la contienda se limitó a una serie de correrías fronterizas y escaramuzas. Las diversas guerras que libraba y la lamentable situación económica impidieron concentrar simultáneamente grandes ejércitos en el frente catalán y en el portugués, pese a que algunos consejeros reales, como el propio Olivares, se pronunciaron en favor de abordar ofensivas en los dos frentes. El plan de aplastar rápidamente la revuelta catalana para ocuparse enseguida de Portugal se desbarató en la derrota de Montjuic de 1641, que dio paso a un largo conflicto. La ausencia de un gran ejército que pudiese aplastar la rebelión hizo que en el lado castellano de la frontera se adoptase esencialmente una actitud defensiva durante los primeros dieciocho años de la guerra, período caracterizado por la sucesión de escaramuzas e incursiones de saqueo.
Portugal, de población y recursos escasos y dependiente de potencias europeas como Inglaterra o Francia, tampoco podía acometer una guerra ofensiva. Tampoco lo permitían los limitados fondos aprobados por las Cortes para la defensa. En consecuencia, no hubo grandes enfrentamientos hasta 1657, fallecido ya Juan IV.
A la impresión de prioridad que la corte madrileña atribuyó a otros frentes se unió la mala situación de la hacienda real, incapaz de destinar a la guerra con Portugal medios suficientes y de calidad para lograr el sometimiento del reino. El ejército de Extremadura contaba en los primeros años de la guerra con unos siete mil ochocientos soldados y el del Alentejo que se le oponía, con unos seis mil; este tamaño resultaba insuficiente para emprender el cerco de las principales fortalezas de la frontera, lo que contribuyó a que esta no variase hasta las campañas de la década de 1660. Las grandes maniobras también se veían estorbadas por las levas locales, que aportaban soldados indisciplinados e inclinados a la deserción. La aportación de tropas extranjeras tampoco mejoraba la situación de los contendientes a causa de la dificultad crónica para pagarlas. Los enemigos de España, sin embargo, se apresuraron a prestar ayuda a los portugueses. Sin embargo, la decisión de considerar secundario el frente portugués permitió que estos tuviesen tiempo para fortificar la frontera y crear un ejército competente, de los que carecían en 1641.
El plan de acción de la corte madrileña fue fundamentalmente el de la campaña del duque de Alba de 1580: una acción conjunta naval y terrestre confluyente en Lisboa llevada a cabo con grandes medios que no asignó. La esencia del plan no cambió a lo largo del conflicto. El grueso de los combates se dejó así en manos de la nobleza fronteriza, a la que se pidió que cumpliese con sus obligaciones militares.

### Intentos de bloqueo
| Declive naval español en el Atlántico (1641-1668). Barcos |
|                                                           |
| Según Valladares Ramírez, pp. 20, 26.                     |

El amplio litoral portugués complicaba la aplicación de un bloqueo naval en un momento de grave crisis en la Armada española tras el descalabro de Las Dunas de 1639. El Gobierno madrileño trató de restablecer cierto poderío naval en la zona mediante la compra de barcos a otras naciones, el envío de naves de la Armada de Flandes a la de la Mar Océano y la integración de algunos navíos de la Barlovento en esta. Así se lograron reunir cincuenta y tres buques en Cádiz en diciembre de 1641, fundamentalmente galeones y urcas, con veintiocho mil quinientas toneladas de desplazamiento. El crecimiento, frágil, prosiguió a lo largo de la década; en la siguiente el declive naval español quedó patente. En la última de guerra con Portugal se retomó el sistema de asiento de escuadras —arrendamiento de barcos a particulares— para compensar la debilidad de la Armada. Las operaciones marítimas contra Portugal sufrían por varios factores: la debilidad de la Hacienda real española, los grandes costes del manteamiento de los barcos y la falta de tripulaciones expertas, en particular conocedoras de las costas portuguesas. El problema se agudizó en la década de 1660, cuando Madrid creyó posible finalmente la reconquista de Portugal y redactó varios planes para reunir grandes escuadras para participar en la invasión prevista, que fueron fracasando sucesivamente por falta de dinero. En realidad, la flota oceánica española durante la década rondaba los diecisiete barcos y diez mil toneladas. La estrategia fue defensiva entre 1640 y 1660 por lo exiguo de medios navales. El bloqueo de la ría del Tajo que se planteó en 1663 coincidiendo con la invasión terrestre de Juan José de Austria por Extremadura no se pudo abordar por la necesidad de proteger la Flota del Tesoro. La flota permaneció inactiva en Galicia en 1664 y en 1665 se limitó correr la costa portuguesa, destruir el fuerte de las islas Berlingas y atacar sin fortuna el puerto de Sagres.
En conjunto, el bloqueo a Portugal decretado en enero de 1641 resultó un fracaso y dio lugar a un abundante contrabando, pese a las reiteradas órdenes regias para ponerle fin.

### Exiliados portugueses, prestamistas y Consejo de Portugal
| Remesas dinerarias recibidas en Bruselas (en miles de ducados) |
|                                                                |
| Según Valladares Ramírez, p. 68.                               |

En Madrid se mantuvo hasta la paz de 1668 el Consejo de Portugal, que siguió con la ficción de gestionar los asuntos portugueses incluso cuando la corte madrileña había perdido ya el control del reino. Desaparecidas las rentas portuguesas que lo costeaban, el Consejo pasó a recibir financiación del Consejo de Castilla, que fue faltando según avanzó la década de 1640 por las dificultades de la Hacienda real. Para Madrid, el mantenimiento del Consejo era un símbolo del rechazo a la restauración portuguesa y un intento de hacer aparecer la situación del reino vecino como pasajera. En Madrid quedaron además casi doscientos cincuenta nobles a los que el Gobierno otorgó socorros, la mayoría ya residentes en la ciudad cuando acaeció el golpe de diciembre de 1640. Los que llegaron posteriormente fueron escasos. El amparo a los nobles lo empleó Felipe IV para deslegitimar a los que consideraba rebeldes, como prueba de la falta de unanimidad entre las filas portuguesas respecto de la dinastía de Braganza. Para resaltar la lealtad de la alta nobleza a Felipe, se concedieron algunos puestos relevantes a sus miembros, como el gobierno de Flandes, que administró primero Francisco de Melo (1641-1644) y luego Manuel de Moura y Corte-Real (1644-1647). Juan IV dio un período de gracia para que la nobleza exiliada volviese al reino, que concluyó en 1645. Los nobles partidarios de cada dinastía abrigaban la esperanza de ser recompensados con las posesiones de los que reconocían a la rival en el momento de la victoria. Los que no se atrevieron a tomar partido abiertamente en general hicieron que hubiese miembros del linaje apoyando a los dos bandos. Algunos fueron acatando la autoridad de los Braganza en los últimos años de la guerra, cuando vieron clara la derrota de Felipe IV, sin que su actitud anterior les supusiese perjuicios.
Para los Braganza, el regreso de parte de la nobleza al reino tras al advenimiento de Juan IV contribuyó a formar el nuevo ejército, necesitado de hombres con experiencia militar, como la que tenían algunos de los que retornaban.
Los prestamistas portugueses que acaparaban el grueso de los empréstitos al Gobierno madrileño desde la suspensión de pagos de 1627 que había menguado el papel de los banqueros genoveses perdieron paulatinamente su posición privilegiada tras el levantamiento de 1640. La mayoría eran de origen judeoconverso y habían gozado de la protección del conde duque de Olivares y del rey gracias a su gran eficacia como despachadores de dinero a Flandes, pese a ciertos abusos que la corte decidió soslayar. La rebelión portuguesa y la caída en desgracia de Olivares acabó a la larga con su preeminencia y para Flandes supuso una enorme pérdida de ingresos (un descenso del 75 % entre 1640 y 1644 de las remesas recibidas desde España). Algunos de los prestamistas quebraron y otros huyeron a los países del norte de Europa. La pérdida de importancia para la Hacienda real hizo que durante la década se desatase una persecución de falsos conversos, una vuelta parcial de los banqueros genoveses y una reducción de los intereses que pagaba la Corona a los prestamistas.

### Primeros años (1641-1645)

#### Golpes y contragolpes (1641)
En julio de 1641, fracasó una conjura que pretendía dar un contragolpe en Lisboa, asesinar al rey Juan y devolver el poder a la virreina. Los confabulados, portugueses, ocupaban cargos importantes —había nobles, eclesiásticos, funcionarios y comerciantes—, pero fueron denunciados por uno de ellos a las autoridades. El plan para derrocar a Juan IV había tratado de emplear a los más descontentos con la nueva dinastía: parte de la alta nobleza, asimilada en parte al gobierno de los Austrias; la Inquisición y parte del alto clero y los asentistas judeoconversos, cuyos negocios dependían del Gobierno madrileño. Nuevamente, como en el golpe de diciembre en favor de los Braganza, el motivo principal de la conjura era asegurar los intereses personales de los confabulados, que se veían en riesgo con la nueva dinastía o si triunfaba la esperada invasión de los Austrias. Los confabulados pensaban que el rey Juan no sería capaz de resistir a los ejércitos de Felipe y trataban de pasarse al que creían sería el bando vencedor. Su fracaso desencadenó una ola de detenciones de posibles desafectos.
Los Braganza trataron de contraatacar apoderándose de la flota de Indias con la colaboración de las Provincias Unidas, Francia y del duque de Medina Sidonia, el más rico noble de Castilla y señor de la Andalucía occidental, al que debía ayudar su pariente Francisco Antonio Silvestre de Guzmán y Sotomayor, V marqués de Ayamonte. Medina Sidonia era hermano de la nueva reina de Portugal, que había desposado al duque de Braganza en 1633 y capitán general de los territorios donde iba a operar la flota conjunta. La conjura de Medina Sidonia y Ayamonte fue desbaratada en agosto, cuando fue descubierta. Para cuando la flota llegó ante Cádiz, sin embargo, la zona había sido reforzada, el duque detenido y no se produjo la esperada rebelión que debían apoyar las tropas embarcadas. La campaña contra la región fracasó, pero impidió que la flota enemiga acudiese en auxilio de las guarniciones de las Azores.
Para recuperar Portugal, los españoles organizaron dos ejércitos: uno principal en Extremadura y otro en Galicia. El mando del primero recayó en principio en Manuel de Acevedo Zúñiga y Fonseca, VI conde de Monterrey, hasta octubre de 1641, inepto y que dimitió al poco. En Galicia se reclutaron unos dieciséis mil hombres, aunque muchos menos sirvieron en el frente, en malas condiciones y con pagas escasas, situación que fomentó la propagación de epidemias y las deserciones. Para mejorar la situación, se decidió reducir el número de soldados, para contar con un contingente pseudoprofesional mejor pagado y tratado. La primera reducción hecha en parte para permitir que algunos de los soldados pudiesen retomar las tareas agrícolas, se realizó en 1644. En 1649, servían en el frente gallego cuatro mil infantes y ochocientos jinetes.

Evolución del Ejército del Alentejo. Según White (2003), p. 82.

Los portugueses fijaron su cuartel general en Elvas, mientras los españoles lo hacían en la vecina Badajoz, trasladándolo desde Mérida (abril de 1641), donde había estado los primeros meses de guerra. La zona, intensamente militarizada tras la entronización de Juan IV en Lisboa, fue el teatro principal de la guerra. En 1641, dada la falta de medios de los adversarios, los dos se abstuvieron de acometerse. Los dos bandos se concentraron en mejorar las defensas de sus territorios. Los choques, determinados por las órdenes de Madrid y Lisboa, se limitaron a escaramuzas. Los dos bandos trataron además de atraerse a las localidades fronterizas. En el lado castellano se intentó infructuosamente tomar las plazas portuguesas al este del Guadiana, intento falto de tropas y dinero para llegar a buen puerto.
En 1642 la guerra se avivó: los portugueses llevaron a cabo una incursión en la sierra de Gata, aprovechando las desavenencias entre los mandos militares de Cáceres y Salamanca. El resto del año se sucedieron las escaramuzas, de resultado incierto.
En el frente gallego, poco activo, en los primeros años de guerra destacaron la destrucción del monasterio benedictino de Fiaes (sito en la entre el Duero y el Miño) en 1641, la victoria gallega en Villaza y la pérdida española de la fortaleza de Salvatierra de Miño en 1642, plaza que no se recobró hasta 1659. Los combates se limitaron a unas cuantas incursiones mutuas y a los infructuosos intentos españoles de recuperar Salvatierra.
Durante 1643 y 1644, los portugueses talaron la frontera cacereña, con notable éxito. Las tropas del conde Vasco de Mascarenhas, conde de Óbidos, corrieron gran parte del sur de Badajoz durante casi dos meses (septiembre y octubre) de 1643 y destruyeron varias poblaciones fronterizas. Asaltaron además vanamente Badajoz en el otoño, con fuerzas insuficientes, tras apoderarse de Valverde de Leganés, cuya guarnición, sin esperanza de recibir socorro, se rindió y se pasó en parte al conquistador. La campaña continuó con un nuevo jefe militar, Matias de Albuquerque, que relevó a Óbidos, caído en desgracia al desistir de tomar Badajoz, pero contra poblaciones secundarias. La campaña concluyó por las copiosas lluvias de finales de año, que obligaron a los portugueses a retirarse. Estos también atacaron Galicia, donde se apoderaron de Salvatierra.
Con la esperanza de una rápida victoria sobre Portugal, España destinó al punto siete regimientos a la frontera portuguesa, pero los retrasos causados por el conde de Monterrey, un jefe con más interés en las comodidades de la buena vida que en el campo de batalla, desperdició cualquier ventaja inmediata. Una contraofensiva portuguesa a finales de 1641 fracasó, y el conflicto quedó en un punto muerto.
Solo hubo una batalla de importancia (la de Montijo de 1644, la primera de la guerra) y dos intentos de asedio relevantes, ambos fallidos: el del marqués de Torrecuso a Elvas en 1644, que duró menos de un mes y se abandonó por las recias defensas de la plaza, y el de Olivenza de 1645, que el marqués de Leganés cesó al llegar el invierno.
La campaña portuguesa de 1644 comenzó con un corto ataque a Alburquerque, que se abandonó casi de inmediato. El ejército portugués se encaminó entonces a Masanete y Montijo. El primero fue conquistado con facilidad, saqueado e incendiado, como era ccomún. El segundo fue ocupado poco después y en él el ejército portugués se detuvo cinco días. EEl enemigo seguía sus movimientos, pero no era capaz de detener su avance.
La primera batalla de la guerra se libró el 26 de mayo de 1644 en las llanuras de Montijo: fue la única de los primeros años de guerra. Matias de Albuquerque se había apoderado por sorpresa de la plaza cuatro días antes, al frente de siete mil soldados. Carlo Andrea Caracciolo, marqués de Torrecusa, natural de Nápoles, contraatacó con fuerzas algo superiores, dando lugar a la batalla. En un principio, las tropas españolas hicieron retirarse a las portuguesas, pero, en vez de perseguirlas, se entregaron al saqueo de lo que estas habían abandonando, permitiendo que los portugueses recobrasen la artillería y se reagrupasen. Aunque los portugueses vencieron, nunca volvieron a intentar una penetración profunda en territorio castellano. Poco después, en noviembre de 1644, Torrecusa cruzó las fronteras desde Badajoz, atravesando el río Guadiana, con 12 000 hombres de infantería, 2600 de caballería, 20 piezas de artillería y dos morteros, marchando hacia Campomayor. El marqués mandó realizar un reconocimiento a la plaza de Olivenza, entonces dominio portugués, pero desistió de atacarla por considerarla de poco interés. El ejército español llegó a Elvas estableciendo un sitio de ocho días a la ciudad. El marqués de Alegrete reforzó la guarnición y pudo superar los embates de los españoles, quienes se vieron obligados a retornar y cruzar la frontera tras sufrir grandes pérdidas.
En 1645 siguieron las incursiones mutuas en territorio enemigo. Los portugueses fracasaron en su intento de apoderarse de Valencia de Alcántara y los españoles al tratar de expugnar Salvaterra do Extremo. La indisciplina y las ansias de saqueo minaban la eficacia de las tropas extremeñas. Los intentos de reforma militar fracasaron. Por parte portuguesa, la campaña de conde de Castelo Melhor, a quien se otorgó el mando en la zona por haberse destacado en norte y que pretendió sorprender al enemigo, fracasó.
En 1647, ante la continua falta de tropas para emprender la reconquista del reino, Madrid compró a un escribano portugués para matar a Juan IV, magnicidio que se frustró. Otro noble se ofreció a intentarlo de nuevo en 1649, pero esta vez la oferta fue rechazada por la corte madrileña.
En 1648 los portugueses redoblaron sus incursiones en Extremadura, aprovechando el caos militar imperante en las filas enemigas. En 1648 los españoles contraatacaron, limitando las correrías portuguesas y defendiendo victoriosamente Alcántara. En 1649 y 1650, sin embargo, retomaron las incursiones, en general con fortuna, infligiendo varias derrotas a las fuerzas españolas.
En 1649, el rey Juan buscó la mediación secreta de Roma para someter de nuevo el reino a la autoridad de los Austrias. El plan era casar a su hijo y heredero, Teodosio, con la entonces heredera española, la infanta María Teresa y fijar la corte en Lisboa. La propuesta fue rehusada por el duque del Infantado a principios de 1650.

#### Portugal y la Paz de Münster (1643-1648)
Entre 1643 y 1646, los portugueses trataron de adoptar una estrategia ofensiva y de obtener triunfos militares que reforzasen su posición diplomática y les permitiesen participar en las negociaciones de paz que se llevaban a cabo por entonces y que concluyeron con la Paz de Westfalia de 1648. Los objetivos de las campañas eran así fundamentalmente políticos y diplomáticos y no puramente militares, no buscaban obtener una ventaja militar permanente frente al enemigo. Los esfuerzos, que comportaron una notable presión fiscal para sufragarlos, resultaron infructuosos tanto militar como políticamente y se tuvieron que suspender a partir de 1646. Francia atribuyó la ausencia de Portugal de las negociaciones a la falta de triunfos bélicos portugueses de importancia.
Ello no impidió que Juan IV enviase delegados a las conversaciones que se llevaban a cabo en Alemania —tanto en Münster como en Osnabrück—, si bien estos, que estuvieron presentes desde 1644 hasta 1648, no fueron reconocidos como plenipotenciarios portugueses por ninguna de las potencias. Gozaron, empero, de cierto apoyo de Francia, Suecia y Venecia.
Los tres principales objetivos de los representantes portugueses fueron el ser admitidos oficialmente como enviados de un territorio independiente de la Corona española, que Portugal quedase incluido en la paz y la liberación del hermano de Juan IV, preso en Milán. Las esperanzas portuguesas se cifraban esencialmente en el apoyo francés, esperanza que quedó frustrada a la postre. El rechazo a ceder territorios ultramarinos también privó a Portugal de respaldo de algunas delegaciones, como la sueca; Francia también reclamó contrapartidas por sostener los objetivos portugueses, que en su mayoría fueron rechazadas. Los neerlandeses, por su parte, acudieron al congreso en 1646, pero para comienzos de 1647 ya habían alcanzado un acuerdo preliminar con la corte madrileña y con ello su apoyo a los portugueses, con quienes seguían disputándose los territorios brasileños menguó. Según las negociaciones se acercaban a la conclusión quedó claro que ninguna potencia estaba dispuesta a poner en riesgo el acuerdo por sostener las exigencias portuguesas. Finalmente Portugal fue excluido de los tratados de paz, lo que supuso un revés diplomático para Juan IV.

#### La guerra de incursiones
Estos primeros años se caracterizaron, empero, por las correrías y saqueos que los dos bandos practicaban cerca de la frontera, fundamentalmente en las poblaciones peor defendidas, que sometían al pillaje y a cuya población amedrentaban sin intención de conservar los pueblos y villas atacados. Las acciones más comunes incluían el robo de ganado, la quema de bosques o cosechas y el saqueo de pueblos mal defendidos, si bien a veces unidades más numerosas llevaban a cabo campañas de devastación del territorio enemigo. La falta de fortificaciones modernas y guarniciones adecuadas facilitaban estas incursiones, lo mismo que la ausencia de grandes barreras orográficas. La debilidad de los dos bandos hizo que hasta 1656 la actividad bélica se limitase a incursiones que debían debilitar al contrario, fundamentalmente cabalgadas de destacamentos de tamaño reducido que penetraban en territorio del adversario para apoderarse de ganado y de las propiedades que pudiesen llevarse antes de la prevista reacción de la caballería enemiga, que actuaba de la misma manera. Este tipo de guerra causa graves perjuicios a la población, que perdía su ganado, corría peligro al llevarlo a pastar o cuando iba a recoger leña y veía arrasados sus sembrados, viñas y olivares. También suscitaba represalias enemigas y una espiral de ataques y contraataques cada vez más crueles. Las penurias de los soldados y el ansia de enriquecimiento se juntaban para fomentar la rapiña, en muchas ocasiones en perjuicio de los objetivos militares en el caso español. También hubo golpes de manos para destruir puestos fortificados enemigos, eliminar unidades enemigas o desanimar a la población del otro lado de la frontera. Las incursiones portuguesas fueron, en general, más abundantes y efectivas. Estas hicieron que treinta y un pueblos extremeños se dotasen de defensas contra eventuales ataques, en general meras barricadas reforzadas con filas de estacas; solo unas cuantas poblaciones (Moraleja, Zarza,  Alcántara, Valencia de Alcántara, Badajoz y, en parte, Alburquerque), contaban con fortificaciones modernas. La guerra acabó además con las relaciones económicas, culturales y sociales entre las tierras a los dos lados de la frontera y la reducción intensa de la abundante presencia portuguesa en Extremadura. Originó asimismo la despoblación de la zona fronteriza, pues parte de los habitantes huían de los combates, de la inseguridad y de la miseria que creaba. La violencia en los territorios de la raya luso-castellana fue muy intensa.

#### Debilidad y penurias de tropas y población en la fronteriza Extremadura
El ejército real destinado en Extremadura, privado de las mejores tropas y falto de financiación, hubo de completar su dotación con vecinos de la zona, bisoños en la carrera militar y reclutados por la fuerza, mediante un sistema de cupos asignados a las poblaciones, que afectaban a los pecheros. Era tropa de mala calidad. La falta de costumbre marcial favoreció la indisciplina, a la que se unió la exigua calidad de los oficiales, ineptos, corruptos y ambiciosos. En 1642 los únicos soldados profesionales eran dos tercios de irlandeses, menguados por las deserciones, que quedaron en uno al año siguiente.
El ejército se sostenía precariamente con tributos de la región, sin aportación significativa del Gobierno central salvo en las ofensivas de 1657.1665. El sufragar los gastos del ejército suponía una gran carga para la región que debía soportar, por añadidura, los abusos de la tropa. La falta de fondos con los que sufragar los gastos del ejército hicieron que este tuviese que vivir de las poblaciones extremeñas a las que los desertores, numerosos por las malas condiciones en las que vivían los soldados, acosaban con sus desmanes. Algunos soldados se comportaban como bandidos, robando y asaltando a la población que en teoría protegían. La gran carga que suponía el mantenimiento del ejército para las poblaciones extremeñas no bastaba para asegurar el bienestar de la tropa, que a menudo solo recibía alimento (el «pan de munición»), pero no sus estipendios. La población civil vivía aquejada de los ataques portugueses y del abuso de soldados españoles. Como consecuencia, se formaron unidades de voluntarios extremeños, dedicados tanto a la defensa de sus tierras como a las correrías por Portugal y al contrabando —en el que también participan los soldados y oficiales—, de larga tradición en la zona fronteriza. Otro de los motivos de la formación de estas «compañías de naturales» era evitar el enojoso alojamiento de tropas foráneas, motivo de queja continua de los pueblos. Pese a las actividades ilegales de estas bandas, resultaban fundamentales para la defensa fronteriza, dada la ineficacia del ejército regular. La guerra favoreció también la aparición de bandidos, que hicieron de la frontera un lugar peligroso.
El entusiasmo de la población por la guerra era nulo y los que podían eludían servir en el ejército pagándose un sustituto que lo hiciese por ellos. El desinterés por la contienda hacía que en el verano los milicianos desertasen para participar en la cosecha en Andalucía y luego en Extremadura. Lo mismo sucedía en el otoño, para la siembra. Los perjuicios de sostener a las tropas durante largos años y la hostilidad al conflicto hicieron que en la década de 1640 las autoridades llegasen a temer un levantamiento de la región como la de Cataluña o incluso un cambio de bando. Para las poblaciones fronterizas, la guerra trajo la despoblación y la ruina. Para la región en general, un gran coste de financiación de las operaciones. Por añadidura y pese a todos los arbitrios, el Real Ejército de Extremadura nunca llegó a alcanzar el número de tropas previsto por el Gobierno. Sus dos principales problemas fueron la mediocridad de los oficiales y la carestía de dinero, causa de muchos otros (imposibilidad de mejorar las fortificaciones, de comprar armamento de calidad en cantidad, de atender las necesidades de los soldados en cuanto a alimento, alojamiento y ropa, de abonar las soldadas, de mantener las unidades evitando deserciones y delitos). En cuanto a la procedencia de los soldados que combatieron en este frente hasta la última década de la guerra, cuando llegaron contingentes profesionales sustanciosos, la mayoría eran extremeños, seguidos de andaluces y naturales de fuera de los reinos ibéricos de Felipe IV, siendo mínimos los de las demás regiones españolas.

### Segunda etapa (1646-1657): defensa anquilosada y mengua de los combates
En 1646 empezó una nueva fase de la guerra que duró unos diez años, hasta la muerte de Juan IV en noviembre de 1656, en las que no hubo grandes operaciones militares y los combates se limitaron a las habituales incursiones de pillaje con los que se sostenían los ejércitos. Fue un período casi de tregua oficiosa, perturbada únicamente por las correrías de rapiña, que disgustó a Francia. En el bando portugués esto se debió a varios factores: el balance negativo de las ofensivas de los años anteriores, la conveniencia de dedicar los fondos disponibles a fortificar las plazas portuguesas en vez de emplearlos en la formación de un ejército con el que penetrar en Castilla —operación siempre arriesgada y que, en caso de derrota, podía dejar en una posición crítica al reino— y, sobre todo, a la falta de dinero para seguir reuniendo ejércitos que atacasen al enemigo y la necesidad de no malquistar al rey con los vasallos mediante la continuación de grandes impuestos para sostener las operaciones. Los ingresos no permitían siquiera mantener las guarniciones existentes, menos aún pensar en campañas ofensivas y la necesidad de evitar el descontento era fundamental. Las correrías del ejército, sin embargo, disgustaban a los representantes de las ciudades en las Cortes, que lamentaban los perjuicios económicos y sociales que causaban las represalias enemigas. Los partidarios de mantenerlas, sin embargo, argüían la mejora que hacían a la tropa y lo necesarias que eran para mantener la caballería, pues más de la mitad de las cabalgaduras habían sido arrebatadas al enemigo, además del perjuicio económico y militar que infligían a este. A las inclinaciones mayoritarias de la población fronteriza por la paz y la reanudación de las relaciones transfronterizas se opusieron las de los militares por mantener el conflicto.
En 1646, la imposibilidad de llegar a un acuerdo estable con los holandeses, decididos a seguir hostigando las colonias americanas y asiáticas portuguesas y el previsible fin de la guerra de los Ochenta Años, unido al temor de perder la liga con Francia, inquietaron al Gobierno luso. En consecuencia, Juan IV presentó a Mazarino la propuesta de división del reino y de proclamación de una regencia francesa en las tierras peninsulares, que el ministro francés rehusó. En 1648, Portugal vio frustrada su esperanza de ver plasmado el reconocimiento internacional a su independencia en la Paz de Westfalia. Lo mismo sucedió más tarde con la de los Pirineos. Por entonces, los diplomáticos portugueses buscaban la colaboración de Francia, las Provincias Unidas y Venecia para tratar de impeler a Felipe IV a acceder a firmar una tregua de al menos cinco años, propósito que no alcanzaron. A finales de 1648, el Gobierno luso estuvo a punto de ceder Pernambuco y Angola a los holandeses para granjearse su ayuda, aunque las victorias sobre estos en esos territorios finalmente hicieron que se arrumbase el plan. Interesado aún en entenderse con los holandeses, Juan IV llegó a disculpar las acciones de los colonos brasileños como obra de incontrolados y a ofrecer a los holandeses vender el Brasil que todavía conservaban por tres millones de cruzados, ofrecimiento que La Haya declinó antes de despedir al representante portugués a finales de 1650.
La guerra también era costosa. En la década de 1650, había más de 20 000 soldados españoles solo en Extremadura, en comparación con los 27 000 en Flandes. Entre 1649 y 1654, alrededor del 29 por ciento (más de seis millones de ducados) de los gastos en defensa de España fueron asignados a la contienda contra Portugal, una cifra que aumentó durante las principales campañas de la década de 1660. Portugal fue capaz de financiar sus gastos militares merced a su capacidad para gravar el comercio de especias con Asia y el comercio de azúcar de Brasil, aunque también recibió cierto apoyo de los rivales europeos de España, particularmente Holanda, Francia e Inglaterra.
En 1651 los portugueses corrieron las tierras de Coria y Valencia de Alcántara, pero no pudieron apoderarse de las villas. En 1653 y 1654 las incursiones se redujeron, pero volvieron a multiplicarse en 1656 y 1657. En general, los choques seguían siendo de poca entidad, relacionados con el robo de ganado, el saqueo y el incendio. En Extremadura, se agudizaron los problemas que suponía el alojamiento —en las casas de los más humildes, pues los pudientes, generalmente nobles o eclesiásticos, estaban eximidos de él— y manutención de la tropa, que corría a cargo de la población, y los atropellos de los soldados a partir del final de la guerra en Cataluña en 1652 y el aumento del número de soldados destinados en este frente.

### Recrudecimiento de los combates y victoria portuguesa (1657-1665)
| Asientos de la Monarquía hispánica en la época de las campañas contra Portugal (1660-1665) (en escudos)                        |
| |
| Según Valladares Ramírez p. 180. La evolución de los montantes es paralela a la importancia de las campañas del año siguiente. |

#### Cambio de situación
Los años 1650 fueron indecisos militarmente, pero importantes en los frentes político y diplomático. La muerte del rey Juan IV de Portugal el 6 de noviembre de 1656 marcó el comienzo de la regencia de su esposa Luisa de Guzmán —el heredero, Alfonso VI de Portugal. tenía trece años y era un enfermo mental—, a la que siguió una crisis por la sucesión y el golpe palaciego de 1662. Los principales combates de la guerra se libraron durante la regencia de la reina. Parte de la nobleza lusa impugnó la sucesión. Las divisiones internas entre nobles auguraban además un debilitamiento de Portugal.
El fin de la sublevación catalana y los problemas sucesorios en Portugal dieron a la corte madrileña esperanzas de recobrar Portugal. Los españoles podían por fin acometer la recuperación de Portugal que, por su parte, solicitó el aumento de la ayuda exterior para evitarlo. La coyuntura parecía propicia, tanto por haber concluido los combates en el frente catalán como por la inestabilidad que en Portugal había suscitado el fallecimiento de Juan IV y la minoría de su heredero. Una gran ofensiva debía atravesar el Alentejo y alcanzar Lisboa, como había hecho el duque de Alba en 1580. El mando de la operación se encomendó al duque de San Germán, que contaría para abordarla con dieciocho mil infantes y cuatro mil quinientos jinetes. El duque, sin embargo, se había mostrado contrario a adoptar una estrategia ofensiva, por falta de medios. Mientras el duque concentraba sus fuerzas entre Badajoz y Olivenza a principios de 1657, los portugueses aprovecharon para atacar nuevamente Valencia de Alcántara, una vez más infructuosamente.
El fallecimiento de Juan IV impulsó la activación de las operaciones militares, por parte portuguesa por decisión de la reina regente, que deseaba obtener alguna victoria en Extremadura para poder negociar en buena posición con Madrid, y por la española por el deseo de acabar por fin con la guerra en un momento favorable en Flandes y Cataluña, pues se esperaba que la crisis gubernamental portuguesa pudiese alentar a los partidarios de Felipe IV. El Gobierno español dedicó el invierno de 1656 a reunir nuevas fuerzas en el frente extremeño, aunque no las adecuadas: ante la escasez de veteranos y de voluntarios, hubo de recurrir a las milicias extremeñas, que servían durante tiempo limitado, y a las huestes nobiliarias. El grueso del ejército extremeño era de hecho miliciano, no profesional. Del 30 % que sí lo era solo un reducido tercio de irlandeses y otro de la Armada —también irlandés— eran veteranos, siendo el resto bisoños reclutados apresuradamente durante el invierno para participar en la campaña de 1657.
A pesar de estos problemas internos, la expulsión de los holandeses de Brasil (1654) y la firma de un tratado con Inglaterra (también en 1654) mejoró la posición diplomática y financiera de Portugal temporalmente y le dio la protección necesaria contra un ataque naval sobre Lisboa.

#### La campaña de 1657: conquista de Olivenza y asedio frustrado a Badajoz
El ejército de Extremadura era comandado por entonces por Francisco de Tutavila y del Tufo, duque de San Germán, noble napolitano, que emprendió el cuarto intento de conquista de Olivenza con quince de sus diecisiete mil soldados en abril de 1657. La plaza capituló el 30 de mayo, después de que el marqués venciese a los socorros portugueses, tras mes y medio de cerco; las operaciones arrasaron la zona y el grueso de la población optó por marchar a territorio portugués. En 1657, los españoles se adueñaron de Olivenza y brevemente de Mourão, que los portugueses recobraron el 29 de octubre. El conde de São Lourenço trató de contraatacar asaltando Badajoz, mal defendida y con la muralla en estado deficiente, pero no pudo tomarla y se replegó; el fallido ataque costó numerosas bajas a los dos bandos. El revés costó el mando a São Lourenço, que regresó a la corte; tomó entonces la responsabilidad de las operaciones Joane Mendes, que recobró Mourão y abogó por cercar nuevamente Badajoz, plan que contó con la aquiescencia de la reina regente.
Sin embargo, Portugal siguió sin lograr el objetivo primordial: un pacto formal con Francia; la debilidad y el aislamiento portugueses habían sido palmarios en la virtual exclusión de las negociaciones del principal pacto europeo del momento, la Paz de Westfalia en 1648, triunfo de la nueva realpolitik. Gracias a la firma de este tratado y del fin de las hostilidades en Cataluña en 1652, España pudo nuevamente concentrar su atención en Portugal, aunque sufrió una falta de hombres, recursos y, sobre todo, de buenos jefes militares para acometer el sometimiento del territorio.

#### Nuevo asedio a Badajoz, victoria portuguesa en Elvas (1658-1659)
El sitio de Badajoz de 1658 fue la operación más importante, aventurada, destructora e inútil de las armas portuguesas durante todo el conflicto. El objetivo no era nuevo, pero sí lo fue la duración del cerco, que se prolongó con el fin de tratar de obtener un triunfo militar y diplomático que acabó por costar la destrucción del ejército sitiador. Con el asedio la corte portuguesa trató en vano de convencer a la francesa para que arrumbase el casamiento del rey francés con una hija de Felipe IV para que desposase a Catalina de Braganza.
La operación era muy complicaba, porque los anteriores intentos de expugnar la plaza habían demostrado que la conquista requería más hombres de los que se habían reunido hasta entonces lograrlo y además aportar contingentes constantemente para compensar las bajas por deserción y enfermedades. La dificultad de reclutar nuevos soldados hizo que a partir de cierto momento no se pudiesen contrarrestar las pérdidas.

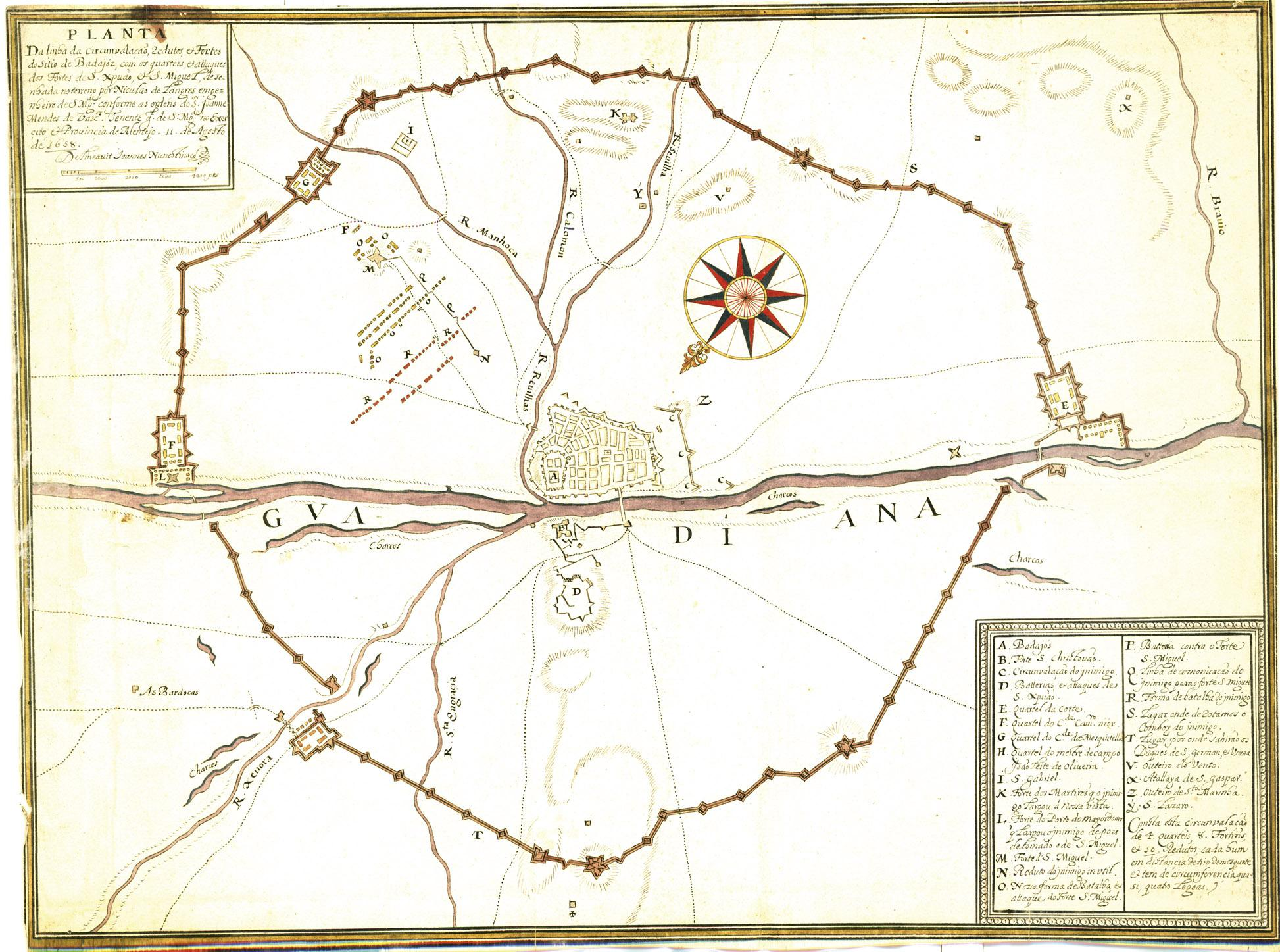
Mapa del cerco portugués durante el asedio de Badajoz (1658)

Los portugueses cercaron larga pero inútilmente Badajoz desde junio a octubre de 1658. Los estragos del dilatado cerco se plasmaron en deserciones y enfermedades entre los sitiadores, que se sumaron a los errores tácticos de los mandos. Los repetidos asaltos fracasaron y en octubre llegó finalmente el auxilio, al mando del propio valido del rey, Luis de Haro, que seguidamente tomó la iniciativa. Los portugueses, para entonces tan solo ocho mil infantes y dos mil jinetes, se retiraron y evitaron el choque con el ejército de socorro. El fallido cerco había costado a los portugueses las fuerzas que normalmente reunían para las campañas ofensivas y les dejó en mala posición para defender Elvas, que Haro decidió atacar como respuesta a la operación enemiga contra Badajoz.
Para aliviar el asedio e impedir que los portugueses enviasen tropas desde el norte como las cuatro mil que habían despachado al Alentejo el año anterior, el marqués de Viana atacó Monção, cuya defensa requirió tres tercios de soldados regulares y otros cuatro de milicianos.
A finales de 1658, los dieciocho mil soldados de Luis de Haro trataron en vano de apoderarse de Elvas, que asediaron durante tres meses en duras condiciones que originaron deserciones y enfermedades. Los doce mil hombres que había traído a socorrer Badajoz quedaron en la mitad en apenas un mes, por las grandes deserciones de los milicianos, reclutados apresuradamente durante el verano. El reclutamiento de voluntarios durante el otoño no logró compensar las deserciones. La denodada defensa de la plaza dio tiempo a los portugueses a reunir un ejército de socorro que batió a los españoles el 14 de enero de 1659. Los sitiadores, por su parte, no habían tratado de asaltar la plaza pese a la debilidad portuguesa en la provincia, casi desprovista de soldados, sino que se habían limitado a bombardearla y esperar que acabase rindiéndose. António Luís de Meneses, luego marqués de Marialva, había quedado encargado de la reunión de un ejército de milicianos que socorriese la plaza ante la escasez de soldados profesionales tras el descalabro antes Badajoz y vuelta de la mayoría de los supervivientes del cerco a sus hogares. Pese al desbaratamiento del sitio, este costó siete mil bajas a los encerrados en la plaza, entre soldados y civiles.
La derrota decidió a Felipe IV a poner fin a la guerra con Francia para poder concentrar sus fuerzas en la contienda portuguesa y estabilizó el frente extremeño.

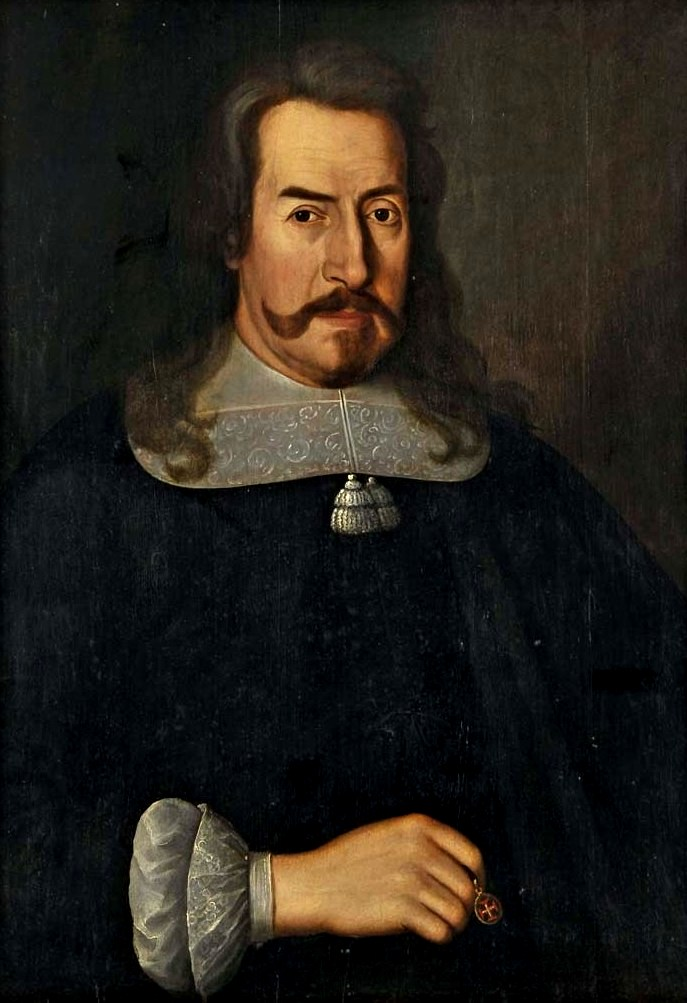
António Luís de Meneses, marqués de Marialva, que obtuvo la victoria en la batalla de las Líneas de Elvas.

El frente gallego también cobró importancia y actividad a partir de 1658. Los gallegos conquistaron Lapela ese año y al siguiente Salvatierra. El frente gallego cobró importancia a partir de 1659; las fuerzas destacadas en él crecieron hasta los siete mil quinientos soldados, encuadrados en siete tercios de pilones. No obstante, la lejanía de Lisboa a la frontera gallega, la orografía y la abundancia de puertos en los que los barcos británicos y franceses podían desembarcar hombre, armas y víveres para los portugueses hicieron que los mandos militares españoles descartasen grandes operaciones en el sector. El asedio de Monção, de cinco meses entre 1658 y 1659, fue el más largo que acometieron las tropas de Felipe IV y uno de los más duros de la guerra; concluyó con la rendición de la plaza a comienzos de febrero de 1659, que fue devuelta tras el tratado de paz.
La aspereza del terreno y la existencia de recias plazas fuertes como Aljubarrota también desaconsejaban la invasión por la parte de Ciudad Rodrigo.

#### Paz de los Pirineos (1658-1659)
Portugal solicitó la mediación del rey francés para poner fin al conflicto, pero Felipe IV rechazó todas las propuestas de concertación que se le hicieron. Trató también de impedir la firma de la paz entre Felipe IV y Luis XIV, pero Mazarino rechazó las sucesivas propuestas portuguesas. Pese a ello, el interés francés porque Felipe IV no recuperase Portugal hizo que la ayuda indirecta a este continuase, con el envío del conde de Schomberg a finales de 1661 y el mantenimiento de tropas francesas, principalmente de caballería, hasta el final del conflicto en 1668.
Tras la firma del Tratado de los Pirineos de 1659, la independencia de Portugal estaba amenazada; la enemistad franco-española había sido el origen de la separación de Portugal y lo que había permitido el mantenimiento de la independencia. Los portugueses temían que a partir de entonces pudiese concentrar grandes fuerzas contra ellos, veteranos de Flandes e Italia que sustituyesen a los milicianos reclutados que hasta entonces habían dominado el ejército extremeño. Este temor hizo que se redoblasen los esfuerzos para obtener socorros, tanto franceses como ingleses, lo que llevó a la boda de Catalina de Braganza con el nuevo soberano inglés, Carlos II.
El alto mando español planeaba traspasar parte del ejército de Flandes y Milán al frente portugués para contar con fuerzas veteranas que pudiesen poner fin a la larga contienda mediante una invasión. Se calcula que unos treinta mil extranjeros participaron finalmente en los combates contra Portugal entre 1660 y 1666, la mayoría en Extremadura. El ejército de Extremadura debía dejar de ser esencialmente miliciano e indisciplinado y encuadrar por fin una cantidad sustancial de profesionales veteranos. Además, pretendía socavar los apoyos internacionales de Portugal y asegurarse la amistad del nuevo soberano británico. Sin embargo, el agotamiento de los dos bandos y la situación internacional hicieron que no hubiese combates de importancia durante 1659 y 1660. Felipe IV encomendó el mando supremo a su hijo bastardo, Juan José de Austria, que había de presidir una nueva Junta de Guerra sita en Extremadura para dirigir los combates.
Para sufragar las siguientes campañas portuguesas las Cortes de Castilla aprobaron un donativo de medio millón de escudos en 1662 y de otros doscientos mil en 1663. Además, en 1661 se empezó a acuñar un nuevo tipo de moneda, la «moneda de molinos», que agudizó la inflación en el reino y que en 1664 se hubo de devaluar un cincuenta por ciento. Para entonces era cada vez más patente la indiferencia e incluso hostilidad de la población española por el conflicto con Portugal, considerado el motivo de los onerosos tributos que pagaba. Tanto las Cortes de Aragón como las de Navarra se negaron a contribuir con más dinero a la guerra, si bien las últimas acabaron por ceder.

#### Concentración de fuerzas contra Portugal y reacción portuguesa (1659-1663)

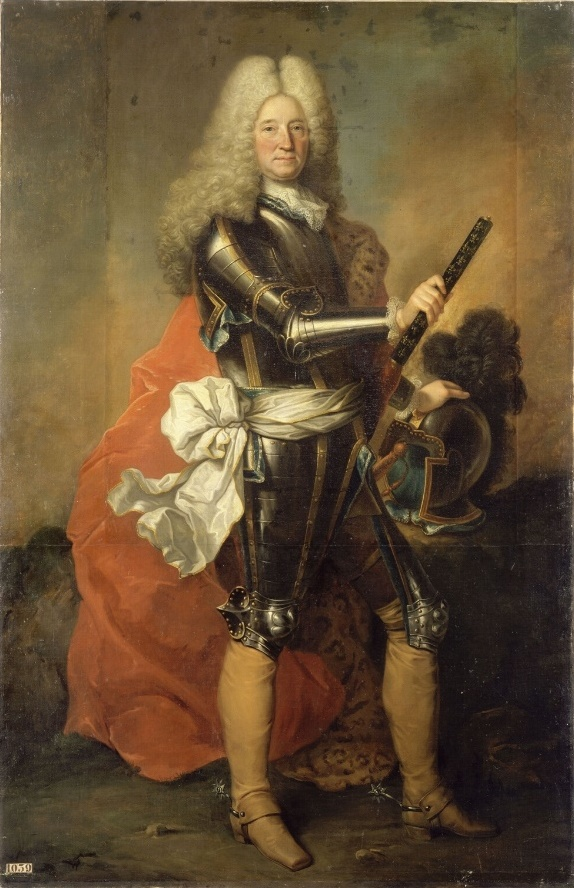
Friedrich von Schönberg, primer duque de Schönberg, dirigió tanto a soldados portugueses como a tropas extranjeras.

Portugal trató de obtener ayuda ante la prevista arremetida española una vez concluida la larga guerra franco-española. Ante la negativa oficial francesa, Portugal pactó con Inglaterra la alianza que desposó al rey inglés con la infanta Catalina de Portugal. Los ingleses se comprometían a defender Portugal y aportaban dos mil infantes y mil jinetes que combatirían como auxiliares portugueses, evitando con ello la declaración de guerra a España. El reclutamiento, transporte y tres meses de soldadas corrían por cuenta del soberano inglés; a partir de ese momento, el coste de mantener las tropas pasaba al portugués. Carlos aprovechó la campaña portuguesa para deshacerse de los restos de unidades de veteranos de Cromwell, que suponían una amenaza para la monarquía restaurada, a los que colocó bajo un mando que le era adicto. Dos mil infantes y quinientos jinetes llegaron a Lisboa el 7 de julio de 1662 y fueron destinados de inmediato a guarniciones fronterizas. Las relaciones del contingente británico con la tropa y la población portuguesa fueron tirantes desde el comienzo, en parte por el comportamiento de las tropas francesas (setecientos cincuenta hombres al mando del hugonote Federico de Schomberg) que había indispuesto a la población contra los extranjeros y en parte por las diferencias religiosas, ya que los británicos eran protestantes. Los soldados británicos también sufrieron malas condiciones de vida y problemas para cobrar sus soldadas. Las deserciones debido a las duras condiciones de vida, la enfermedad y los combates fueron menguando el contingente inglés y los intentos por mejorar su suerte chocaron con la pasividad gubernamental portuguesa, pese a la necesidad militar. Pese a la mala situación de los ingleses que servían en Portugal, el valido Castelo Melhor no tuvo reparos en solicitar a Carlos II trescientos jinetes y mil infantes más, además de parte de la guarnición de Tánger. Carlos accedió a ello: envió mil irlandeses el 24 de marzo de 1664 (aunque sin armas y equipo), otros trescientos el 15 de abril, cuatrocientos el 29 de mayo y otros ciento cincuenta el 23 de junio. Cinco mil soldados ingleses sirvieron en Portugal en los seis años finales de la guerra, de los que solo regresaron al norte un veinte por cierto.
Las tensiones entre oficiales hicieron que Carlos entregase el mando del contingente británico al duque de Schomberg, que quedó así jefe de todas las tropas extranjeras que combatían en el bando portugués. El duque, que había llegado al país a finales de 1662, reorganizó el ejército y devino en consejero militar oficioso del rey Alfonso, lo que causó disgusto entre los altos mandos portugueses. Los intentos por arrumbar al duque solo tuvieron un éxito pasajero y este recuperó su puesto de mando en la campaña de 1665. Schomberg logró mejorar las condiciones y la disciplina de los ingleses.
Para contrarrestar el riesgo de invasión, en 1661, los portugueses contrataron los servicios de un noble militar alemán, Friedrich von Schönberg, I duque de Schönberg, como consejero militar de Lisboa, por recomendación del militar francés Turenne, junto con otros oficiales extranjeros y más de dos mil soldados ingleses para reforzar las fuerzas portuguesas, la aquiescencia tácita de Carlos II de Inglaterra. Luis XIV de Francia, para no infringir el tratado firmado con España, privó a Von Schönberg de sus oficiales franceses.
La primera llegada significativa de tropas de los territorios europeos de Felipe IV aconteció en 1660: dos expediciones que trajeron soldados de  Nápoles y Milán. De este llegaron  tres tercios de infantería lombarda y otros tantos regimientos alemanes, unos tres mil seiscientos hombres en total, que embarcaron para a península ibérica en septiembre. De Nápoles llegó un tercio de infantería napolitana y un regimiento alemán, unos dos mil trescientos hombres en total. Otros tres mil ochocientos soldados acudieron de Milán y Nápoles en junio de  1662.
Los españoles, por su parte, tuvieron problemas para enviar tropas de Flandes a la península ibérica: solo los cuerpos de valones, alemanes e irlandeses, poco inclinados en general a marchar a los duros combates de Portugal, contaban con suficientes dotaciones como para enviar hombres a este frente. La primera remesa de soldados, cuatro mil infantes y mil cuatrocientos jinetes sin sus monturas además de ciertos especialistas, partió desde Ostende a la península en febrero de 1662. El contingente se embarcó en una flota de dieciocho navíos, cuatro de ellos de guerra que escoltaban a los demás; entre los de transporte se hallaban varias fragatas corsarias, que luego se quedaron en las aguas peninsulares para estorbar el comercio portugués. Pese a las dificultades financieras del ejército de Flandes, dependientes del sostén financiero externo, cada vez más escaso, Madrid no dejó de solicitar continuos envíos de soldados para el frente portugués. En 1663 otros dos mil quinientos valones e irlandeses marcharon al sur en seis fragatas; fue el último grupo en hacerlo, pues a partir de entonces la falta de soldados en Flandes interrumpió los traslados. Los llegados en 1662 pasaron un año en Galicia y luego fueron destinados a Extremadura, para participar en la campaña de Juan José de Austria de ese año.
En España uno de los problemas principales lo constituía la dificultad para conservar las unidades. No existía la intendencia necesaria para abastecer adecuadamente al ejército destinado en Extremadura. Las penurias que pasaba la tropa, la falta de pagas y la cercanía de Castilla fomentaban las deserciones para huir de la miseria. Muchos de los desertores, denominados tornilleros, solían reengancharse, en especial en invierno, para gozar de las ayudas que se daban a los alistados, para luego volver a escapar. Pese a todo, el ejército extremeño pasó de ser esencialmente miliciano a profesional, con soldados tanto del rey como mercenarios, de origen muy diverso. Las milicias quedaron destinadas a cometidos de defensa territorial, mientras que los profesionales quedaron a cargo de las operaciones ofensivas. El ejército que emprendió la campaña de 1663 era de composición muy diferente al de las anteriores y había duplicado su tamaño, tanto en infantería como en caballería.

#### Avances de Juan José de Austria (1661-1662)

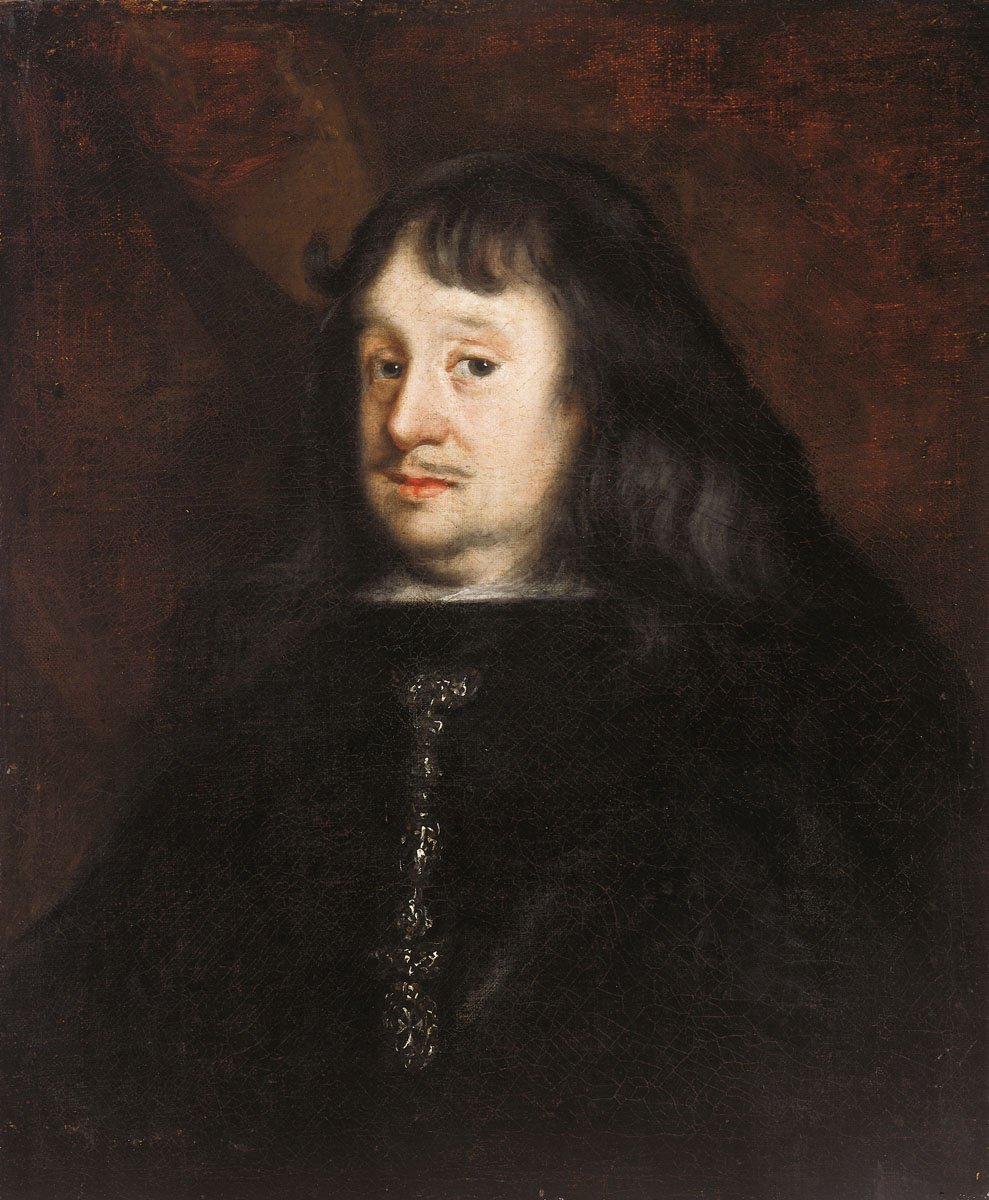
Juan José de Austria, bastardo real y jefe del ejército de los Habsburgo españoles que llevó a cabo la mayor penetración en Portugal de toda la guerra antes de ser vencido estrepitosamente en Estremoz en 1663.

Las campañas españolas de 1661 y 1662 fueron poco ambiciosas pese a la llegada de tropas profesionales. Fundamentalmente, consistió en la toma de pequeñas plazas de frontera. Juan José de Austria se apoderó de Arronches en julio de 1661, lo que debilitó la posición portuguesa en Elvas. Desde allí los españoles podían hostigar las comunicaciones portuguesas esta última y avanzar allende el río Caia. La plaza en sí, empero, era de escaso valor, y se había conquistado fundamentalmente para aliviar la carga del alojamiento de la tropa en Extremadura. Como consecuencia de la pérdida de Arronches, los portugueses retiraron el ejército del Alentejo a Estremoz, alejándolo de la frontera. No obstante, fue el único avance significativo español durante la campaña de ese año, entorpecida por los problemas de abastecimiento del ejército. Las operaciones del otoño se anularon tanto por la falta de tropa debida a los licenciamientos que se habían hecho en el verano como por el temor de que los portugueses hubiesen recibido ya los refuerzos ingleses que esperaban.
En 1662, España comprometió importantes esfuerzos para poner fin a la rebelión en Portugal. Se aprestaron tres ejércitos para ello: el de Badajoz, compuesto por dieciséis mil infantes y seis mil jinetes y treinta cañones, mandado por Juan José de Austria, hijo natural de Felipe IV; el de Galicia, con diecinueve mil hombres, y el de Ciudad Rodrigo. En junio de 1662, el de Austria conquistó Juromenha, que se rindió sin combatir y sin que las tropas británicas pudiesen llegar a tiempo a socorrerla. En la plaza, de escasa importancia como la de Arronches, se habían hecho dos mil prisioneros, pero con gran desgaste del ejército conquistador. El ejército extremeño logró someter dieciocho poblaciones fronterizas en los sesenta y cuatro días en campaña, mediante una mezcla de magnanimidad con las que se sometían de grado y de castigo a las que se resistían. El buen comportamiento general de la tropa hacia la población portuguesa se debía a la intención de granjearse voluntades y facilitar el sometimiento del reino.
El 23 de junio de ese mismo año, Luís de Vasconcelos e Sousa, tercer conde de Castelo Melhor, dio un golpe de Estado que acabó con la regencia de la reina, proclamó mayor de edad al rey Alfonso e hizo de él el valido del joven soberano. El nuevo giro en la cima del poder portugués pareció a Madrid una nueva oportunidad para rematar la guerra, por lo que se reunió el mayor ejército que hasta entonces se había destinado en el sector extremeño para la campaña de 1663: quince mil infantes, seis mil quinientos jinetes y veinte cañones. Madrid declaró además una nueve suspensión de pagos para hacer acopio de fondos para la campaña de 1663.

#### Derrotas españolas en Estremoz y Villaviciosa (1663-1665)
El bastardo real dirigió el ejército que en 1663 superó las defensas fronterizas, penetró en el Alentejo, y se encaminó a doblegar Évora, segunda ciudad del reino y centro de un pasillo comercial que alcanzaba la costa. Había partido el 7 de mayo en dirección a Estremoz, fuertemente defendida, por lo que fue dejada de lado para proseguir el avance hacia Évora, capital del Alentejo. Sus efectivos eran diez mil infantes, seis mil jinetes y dieciocho cañones. Al evitar las principales plazas fronterizas (Elvas y Estremoz) para alcanzar Évora, los españoles habían acelerado la marcha, pero a costa de quedar aislados de la frontera, lo que originó problemas de abastecimiento. Tanto en Évora como en otras poblaciones del Alentejo, Juan José había sido recibido como un libertador que abolía los tributos más odiados de los Braganza, situación que indignó al Gobierno portugués. Évora, defendida por cinco tercios y cinco mil milicianos, cayó tras un corto asedio de nueve días el 20 de mayo. La pérdida de la ciudad, casi una entrega tras escasa resistencia, desató el pánico en Lisboa, pese a que la amenaza a la capital del reino era nula, pues el ejército austracista carecía de la intendencia necesaria para alcanzar Lisboa. El primer socorro portugués que intentó recobrar la ciudad, un pequeño ejército que llegó al poco de haberse rendido, hubo de retirarse sin conseguirlo. Sin embargo, los portugueses, bajo el mando de don António Luís de Meneses, primer marqués de Marialva y Schomberg, fueron capaces de revertir la situación, aprovechando la debilidad de la retaguardia enemiga. Amenazaron las comunicaciones con Badajoz presentándose en Estremoz con cuatro mil infantes y seis mil jinetes, obligando a Juan José de Austria a presentar batalla al alcanzar su retaguardia. El 8 de junio de 1663, don Juan José sufrió una estrepitosa derrota a manos de los portugueses en la batalla de Ameixial/Estremoz, cuando se dirigía a Arronches para buscar alimento para sus tropas. Los vencidos dejaron cuatro mil muertos y dos mil quinientos heridos en el campo de batalla y tres mil quinientos de ellos fueron hechos prisioneros —fundamentalmente bisoños despavoridos—. Los portugueses recobraron Évora el día 24 del mes, tras otro corto asedio; los dos mil soldados de la guarnición estaban aislados y sin esperanza de recibir socorro. Ni el ejército de Galicia ni la flota que debía haber bloqueado Lisboa habían participado finalmente en la campaña, a causa de la falta de fondos. La recuperación portuguesa de la ciudad puso fin a la campaña bélica de ese año. El mando extremeño pasó al general más experimentado de Felipe IV, el marqués de Caracena, que hubo de acudir desde Flandes.
El duque de Osuna abordó un nuevo intento de invasión de Portugal, esta vez desde Ciudad Rodrigo, en 1664. Atacó infructuosamente Castelo Rodrigo y Almeida; perdió mil hombres y toda la artillería cerca de la primera población. El 24 de junio de 1664, tras soportar un duro pero corto asedio de cinco días, Valencia de Alcántara cayó finalmente en poder de los portugueses tras mes y medio de asedio; la conservaron hasta febrero de 1668. Fue la única plaza importante que conquistaron los portugueses en la frontera extremeña, pese a los repetidos intentos por apoderarse de no solo de esta sino también de Alburquerque y Badajoz. La toma, sin embargo, desbarató la trashumancia de los rebaños hacia Extremadura e hizo que los españoles evacuasen algunos lugares como Arronches. Los españoles trataron vanamente de recuperarla en abril de 1665.

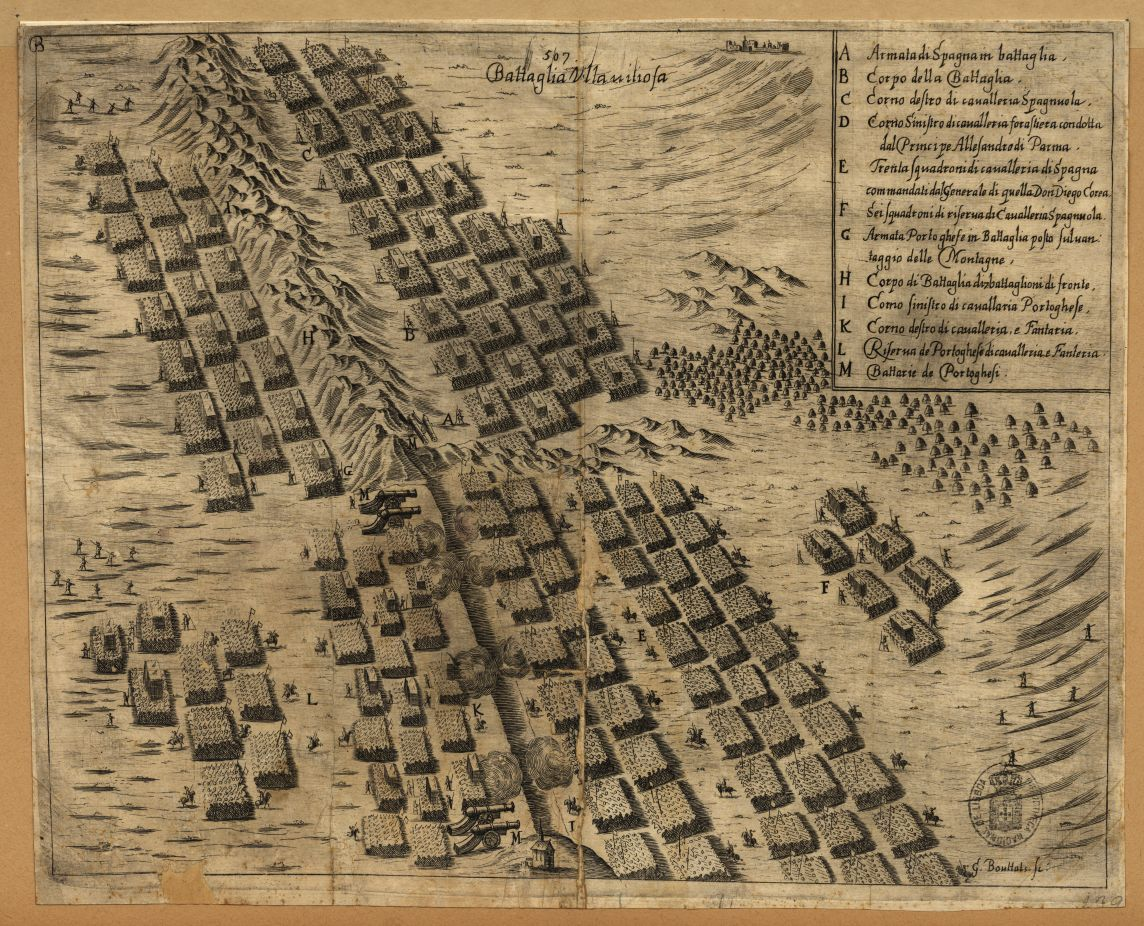
La última gran batalla de la guerra y la más sangrienta: la victoria portuguesa en Villaviciosa/Montes Claros, representada en un grabado italiano del siglo.

Los portugueses contaban entonces con unos treinta mil hombres en el teatro de operaciones de Alentejo-Extremadura, pero los españoles eludieron todo choque importante con ellos hasta junio de 1665, cuando el nuevo jefe militar español, Luis de Benavides, marqués de Caracena, se apoderó de Villaviciosa al frente de trece mil infantes y seis mil quinientos jinetes. La columna de socorro portuguesa, compuesta por veinticinco mil soldados a las órdenes de António Luís de Meneses (marqués de Marialva) y de Schomberg, se batió con las fuerzas de Benavides en Villaviciosa/Montes Claros el 17 de junio de 1665. La táctica portuguesa, la elección del terreno y calidad de los soldados franceses e ingleses de Schomberg decantaron la batalla en favor de los portugueses. El objetivo español, frustrado por la derrota, había sido alojar el ejército en el Alentejo para paliar la carga que hasta entonces había sufrido Extremadura. Caracena perdió en el choque, el más sangriento del conflicto, cuatro mil muertos y seis mil prisioneros.
La infantería y la artillería portuguesas desbarataron a la caballería española, y la batalla concluyó con más de diez mil bajas españolas hombres, entre muertos y prisioneros. Poco después, los portugueses recuperaron Vila Viçosa. Estos fueron los últimos combates de entidad de la guerra.
El 15 de octubre de ese mismo año de 1665, los portugueses desencadenaron una ofensiva en Galicia, con el fin de apoderarse del puerto de Vigo, que los franceses deseaban obtener. Esta acometida acabó con la serie de victorias gallegas en el frente norte y permitió a los portugueses ocupar el valle del Ronsal y rendir La Guardia (12 de noviembre) y Tuy (17 del mismo mes). Los portugueses saquearon veinticuatro poblaciones. Tras este ataque apenas hubo combates del importancia en el frente gallego, que se mantuvo inmutado. La incursión en Galicia fue en la práctica la última campaña de relevancia de la guerra y, junto con la victoriosa de la primavera en el Alentejo, agotó las finanzas portuguesas: la moneda hubo de devaluarse un 20 %. Madrid, por su parte, volvió a concentrarse en la defensa de Flandes, amenazado por Luis XIV en la guerra de Devolución a partir de mayo de 1667.
No hubo choques relevantes en 1666, cuando ya los dos bandos esperaban firmar pronto la paz. Schomberg atacó a Alburquerque en marzo de 1667, pero fue repelido. Caracena, con escasos fondos, hubo de mantenerse a la defensiva y tratar de frenar las incursiones enemigas en Extremadura, Castilla y, sobre todo, Andalucía. La falta de dinero deshizo lo que quedaba del ejército de Extremadura, postergado de nuevo ante las necesidades defensivas de Flandes y Cataluña. En Galicia los portugueses volvieron a atacar y a romper el frente en septiembre de 1667.

## Paz y resultados de la guerra
Al fallecimiento de Felipe IV, a la falta de medios para emprender nuevas ofensivas y el estancamiento del frente se unió en mayo de 1667 la guerra de Devolución que, pese a los avisos del gobierno flamenco, sorprendió a la corte de Madrid. La reina regente viuda no se resignaba aún a perder Portugal, pese al pesimismo de los ministros. Pese a esto, la nueva guerra con Francia aceleró el fin de la contienda portuguesa. Para poder defender Flandes, la Corona debía concertar la paz con los portugueses, a lo que la regencia acabó por resignarse. De hecho, Portugal había firmado una alianza con Francia en marzo, que hizo a Madrid temer un ataque naval conjunto franco-portugués.
Las negociaciones para ajustar la paz habían comenzado ya en octubre de 1664, con mediación inglesa pese a la ayuda que Inglaterra prestaba a Portugal. Continuaron tras la muerte de Felipe IV pese a que los desacuerdos entre los dos bandos impidió el pacto en los años siguientes. Fundamentalmente Madrid seguía rehusando reconocer al rey portugués y Lisboa esperaba beneficiarse de la debilidad de la nueva regencia española. Ambas partes volvieron a campañas de escaramuzas. Portugal, con la intercesión de su aliado inglés, había solicitado una tregua, pero la decisiva victoria portuguesa en Villaviciosa/Montes Claros, la situación en Flandes y la firma del Tratado de Lisboa de 1667 entre Francia y Portugal precipitaron el fin del conflicto: los Habsburgo españoles finalmente accedieron a reconocer la independencia portuguesa y a la Casa de Braganza como la nueva dinastía reinante de Portugal el 13 de febrero de 1668. La paz se firmó ese día en el convento de San Eloy de Lisboa.
Portugal consiguió con la dilatada guerra la restauración la independencia de España y demostró que podía valerse por sí mismo, aunque con dificultad. Sus victorias en el campo de batalla habían vuelto a despertar el nacionalismo portugués. Sin embargo, el país permaneció económicamente débil, con su agricultura subdesarrollada, dependiente del grano inglés, y con sus habitantes en general hambrientos de bienes extranjeros, especialmente textiles. Luís de Meneses, tercer conde de Ericeira, asesor económico del príncipe regente, abogó en consecuencia por el desarrollo de una industria textil propia, basada en el modelo flamenco. Las fábricas se establecieron en Covillana, en una zona céntrica donde había acceso fácil a los rebaños de ovejas y agua limpia de montaña, pero resultaron muy impopulares entre los consumidores y los tejedores tradicionales. Los portugueses trataron también de desarrollar una industria sedera, pero este proyecto se vio estorbado por los franceses, que querían monopolizar este producto.
El esfuerzo nacional portugués se mantuvo durante veintiocho años y permitió desbaratar las sucesivas tentativas de invasión de los ejércitos de Felipe IV. En 1668 se firmó el Tratado de Lisboa por el cual España reconoció la soberanía del país vecino. La independencia se había logrado al precio de hipotecar buena parte de la economía en una serie de acuerdos con Inglaterra, Francia y las Provincias Unidas. A la Monarquía hispánica también le costó un oneroso acuerdo comercial con Inglaterra (1667), que le concedía las mismas ventajas que disfrutaban los holandeses desde 1648 y los franceses desde 1659. Esta paz puso fin al conflicto ibérico más largo del siglo XVII, que duró veintiocho años. La victoria de los restauradores portugueses se debió en gran medida a la Sublevación de Cataluña, ya que los mejores soldados castellanos se destinaron a esta región, así como a los esfuerzos diplomáticos de Inglaterra, Francia, Holanda y Roma por limitar el poder del Imperio español mientras mantenían la guerra en Alemania (la guerra de los Treinta Años) y en Flandes (la guerra de los Ochenta Años, que seguía con apoyo inglés y francés tras la guerra anglo-española (1625-1630)). El tratado dispuso la devolución de los territorios conquistados por los dos bandos, a excepción de Ceuta, que conservó España. La Casa de Braganza se mantuvo en el trono portugués hasta la revolución de 1910. El tratado también permitió oficialmente el comercio entre las dos Coronas, poniendo fin al bloqueo y dispuso la liberación de los prisioneros de los dos bandos.
La independencia portuguesa permitió la conservación y recuperación incluso de colonias en América y África, pero no en Asia, cuyos colonos tampoco habían colaborado excesivamente con la nueva dinastía. En América, sin embargo, supuso la pérdida de penetración comercial en los territorios castellanos y de la obtención de plata, necesaria para el comercio asiático. En la península, conllevó también la pérdida de la posición de los banqueros prestamistas en Madrid, obtenida en 1627.
Para los Austrias, la ruptura de la unidad ibérica supuso el fin de su hegemonía en Europa occidental y la imposibilidad de recobrarla.
Paralelamente, las tropas portuguesas lograron expulsar a los holandeses de Angola y Santo Tomé y Príncipe (1641-1654). En Brasil la expulsión de los holandeses fue obra de caudillos locales (brasileños y portugueses) que mandaban fuerzas compuestas de nativos, indígenas y esclavos entrenados y recibieron cierto apoyo militar portugués; el proceso se conoce como insurrección pernambucana. Merced al éxito de los combates en Brasil contra los holandeses, se restableció el poderío atlántico portugués.

## Cronología

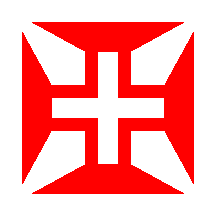

La Cruz de la Orden de Cristo y la Cruz de Borgoña, en paño blanco (o colores de fondo variados, como cuartos en verde y blanco en algunos regimientos portugueses) fueron los estandartes más utilizados por los regimientos de Portugal y los tercios de España en los campos de batalla, respectivamente

- 1640: Un pequeño grupo de conspiradores asaltó el Palacio Real de Lisboa y depuso a la Virreina de Portugal, la Duquesa de Mantua el 1 de diciembre. Ella trató de calmar al pueblo portugués durante las manifestaciones en el Terreiro do Paço, a la vez, la plaza principal de Lisboa, pero falló sus esfuerzos. El Duque de Braganza, cabeza de una antigua familia noble portuguesa, y descendiente de Juan I de Portugal, acepta el trono como Juan IV de Portugal. Su reinado entero estará dominado por la lucha para establecer y mantener la independencia respecto a España.
- 1641: Una contrarrevolución, organizada por la Inquisición, fracasa, sofocada por Francisco de Lucena, que ejecuta a los cabecillas, pero que inicia una guerra de independencia de 28 años contra España interrumpida por frecuentes amenazas internas para establecer un nuevo régimen. Miguel Luís de Meneses, II duque de Caminha, fue ejecutado por seguir apoyando la reivindicación de los Habsburgo al trono portugués.
  - Portugal firmó alianzas con Francia (1 de junio) y Suecia (agosto).
  - Portugal y el Imperio neerlandés firmaron un "Tratado de alianza ofensiva y defensiva", también conocido como el Tratado de La Haya, el 12 de julio. El tratado no fue respetado por ninguna de las partes y, como consecuencia, no tuvo ningún efecto en las dependencias portuguesas en Brasil y en Angola, que estaban bajo ocupación holandesa.
  - Los holandeses comenzaron la ocupación de Santo Tomé y de Ano Bom el 16 de octubre, donde permanecieron hasta el 6 de enero de 1649. Esta acción fue claramente una violación del acuerdo alcanzado con Portugal sólo tres meses antes.
  - Portugal fue expulsado de Malaca, en la actual Malasia, por los holandeses el 14 de enero.
- 1642: Los holandeses expulsaron a los portugueses de la Costa de Oro portuguesa, ampliando así la Costa de Oro neerlandesa (hoy Ghana).
- 1643: En la batalla de Rocroi (19 de mayo), en las Ardenas, los franceses derrotaron a los españoles.
- 1644: Se produce la batalla de Montijo (26 de mayo), cerca de Badajoz entre los españoles y los portugueses.
  - Durante el Asedio de Elvas (noviembre) los portugueses resisten a nueve días de asedio español.
- 1648: El sultán de Omán, en alianza con los holandeses, se apodera de Mascate, que hasta entonces había sido un puesto comercial portugués en la península arábiga.
  - Las tropas portuguesas de la colonia de Brasil desembarcaron en Angola bajo el mando de Salvador Correia de Sá, recuperaron Luanda (15 de agosto) y, tras la expulsión de los holandeses, restauraron la colonia africana en Portugal.
- 1649: Los holandeses fueron expulsados de Santo Tomé.
- 1654: Tratado anglo-portugués entre Juan IV y Oliver Cromwell firmado en Westminster. Juan acuerda evitar perturbar a los comerciantes ingleses y sus posesiones; se les permite usar su propia Biblia y ser enterrados de acuerdo a los ritos protestantes, a pesar de encontrarse en tierras católicas.
  - Firma del Tratado de Taborda (26 de enero) frente al Fuerte Frederik Hendrik, (posteriormente renombrado como Forte das Cinco Pontas), en Recife, nordeste de Brasil. Las condiciones principales de este tratado fueron que la Compañía Neerlandesa de las Indias Occidentales renunciaba de todas sus colonias y posesiones en Brasil, y que los ciudadanos neerlandeses abandonarían tierras brasileras. La evacuación neerlandesa de Recife aconteció a partir de abril de 1654.
- 1656: Muerte de Juan IV tras un reinado de quince años. La reina consorte, la sevillana Luisa de Guzmán, hija del duque de Medina-Sidonia reinó entonces como regente de su hijo, Alfonso VI de Portugal. Buscó el acuerdo con España.
  - Portugal perdió el control de Colombo en Ceilán portugués frente a los holandeses.
- 1658: Los holandeses tomaron Jaffnapatam, la última colonia de Portugal en Ceilán.
- 1659: La batalla de las Líneas de Elvas fue librada el 14 de enero. Los Habsburgo asedian Elvas, resultando repelidos por las tropas portuguesas al mando del marqués de Marialva, António Luís de Meneses, y Sancho Manoel de Vilhena, quienes sostuvieron una resonante victoria sobre los españoles.
  - Los españoles sitiaron la ciudad portuguesa de Monção, en la frontera norte con Galicia, pero fueron rechazados.
  - El Tratado de los Pirineos fue firmado el 7 de noviembre, finalizando la larga guerra de España con Francia. Las tropas españolas se encontraron disponibles una vez más a reprimir la "rebelión" de los portugueses. Los españoles visitaron Elvas, pero fueron rechazados por António Luís de Meneses nuevamente.
- 1660: En la restauración de Carlos II en Gran Bretaña, la reina regente renegocia el tratado de 1654. A Portugal se le permite reclutar soldados y caballos en Inglaterra para luchar contra España; y busca 4000 soldados en Escocia e Irlanda y fleta 24 barcos ingleses para llevarlos. A la fuerza expedicionaria se le distribuyen armas inglesas a su llegada a Portugal y se le garantiza la libertad de culto religioso.
- 1661: El conde de Castelo Melhor emprende la fase final y exitosa de la guerra con la ayuda del franco-alemán mariscal Schomberg, que dirige brillantemente un ejército con más del 20 % de mercenarios internacionales contra las fuerzas españolas, constituidas principalmente por castellanos, italianos y alemanes, y tropas de casi todos los países de la Corona concentradas para luchar contra Portugal.
- 1665: 17 de junio, finalmente Portugal vence en la batalla de Montes Claros, en la que Schomberg derrota al ejército español del Marqués de Caracena; España abandona la lucha, pero la paz no será firmada hasta tres años después.
- 1668: El Tratado de Lisboa con España finaliza tras casi treinta años de guerra. España devuelve a Portugal todas sus antiguas posesiones y territorios con la excepción de Ceuta.